# 日立市
日立市（ひたちし）は、茨城県の北東部、県北地域にある太平洋に臨む市。市域の大半は旧多賀郡で、一部は久慈郡。日本最大級の総合電機メーカーである日立製作所の創業の地として知られ、計量特定市に指定されている。1939年市制施行。

## 概要
日立鉱山から発展した鉱工業都市で、1905年（明治38年）には江戸時代から採掘されていた日立村の赤沢銅山を久原房之助が買収し、村名にちなんで日立鉱山に改名、久原鉱業所（現在のJX金属）を創業。以来、日立製作所を中核とした日立グループの企業城下町として知られるが、主力工場が三菱重工業に移管され、現在は三菱重工業の企業城下町でもある。他に、日立市と同様に鉱山町から企業城下町になった地域としては愛媛県新居浜市（別子銅山→住友グループ）や山口県宇部市（宇部炭鉱→宇部興産）が代表的である。ひたちなか市や福島県いわき市とともに常磐工業地域に含まれる。
7世紀の国造の時代から、現日立市の中心部は助川（すけがわ）という地名だったが、1939年（昭和14年）9月1日に助川町が日立鉱山を擁する日立町と新設合併して市制を敷く際に日立市となった。日立市民は都市名と企業名の混同を避けるために、都市名を『日立（ひたち）』と呼び、日立製作所を『日製（にっせい）』と呼んで区別している（日製の略称はかつての日製産業＝現在の日立ハイテクなど日立グループでも用いられる）。
人口は戦後の一時期は県庁所在地の水戸市を上回っていたことがあるが、近年は日立グループの再編や東京都心から遠い不利な条件などによって人口が減少し、最盛期には21万人いた人口も十王町の編入後でも20万人を割り、現在はつくば市にも抜かれて県内3位である。人口の半数近くは日立製作所および三菱重工業関連の従業員とその家族である。

## 市名の由来
1939年（昭和14年）に、旧日立町と旧助川町が対等合併して「日立市」となる。なお、日立という地名は以前から存在しているが、後述の通り合併時の新市名を決める際には日立グループの知名度が命名理由の一つになっている。

### 日立村の誕生
明治から昭和にかけて行われた大合併の影響を受けており、村から町、町から市という流れを経て行政区域ならびに行政種別が変化してきた。行政区域または地名において、『日立』という名称が初めて使われたのは、1889年（明治22年）に旧宮田村と旧滑川村の合併によって誕生した「日立村」である。

#### 佐藤敬忠の存在
日立村の誕生にあたっては、明治7年に記された「佐藤敬忠事蹟書上」や、大正後期にまとめられた町政移行時の史料が詳しい。なお、同史料は原本が消失しており、昭和32年に日立市が行った「日立市史編纂事業」の過程で行われた写本でのみ確認できる。
宮田村と滑川村が合併して誕生した日立村であるが、文字通り、合併元の村に関する名称（文字）は含まれていない。「日立」の由来については後述する徳川光圀由来説なども存在するが、現存する書物、史料、日立市の歴史編纂活動によって、佐藤敬忠の影響が大きいことが明らかになりつつある。
1863年（天保7年）、佐藤敬忠は、旧中里村（現在は日立市に編入合併）にあたる久慈郡中深萩村の會澤家の三男・敬忠として生まれた後に、宮田村の豪家である佐藤家の養子になり、佐藤敬忠となる。
敬忠は水戸藩主に仕え、藩内で起きた乱を鎮めるなど多大な功績をあげた。その結果、1868年（旧暦明治2年）からわずか4年間で、助川村から折笠村に至る７村の区長を命じられるに至る。その後、さらに掌握範囲を広げ、水木村から里川新田（旧里美村、現在は常陸太田市に編入）までの広大な範囲を治めた。里川新田については、江戸時代末期、旧里美村と周辺河川を含めた新田開発事業として藩をあげて進められた事業であり、当時の事情を鑑みると新規開発地域も任された意味は大きく、現在の日立市と旧里美村における敬忠の影響力は絶大なものであったと推測される。実際に1873年（明治6年）から始まる「地租改正」までの間に、7村における区長、34村の学区取締を任されていた。

#### 合併後の村名争い
1889年（明治22年）、茨城県の命によって宮田村と滑川村の合併が決まる。前述のとおり、「日立」という名称に決定した経緯や理由を明確に記した文献や記録は存在していない。しかし、断片的な証拠の組合せと歴史編纂員が行った佐藤敬忠の末裔に対するインタビューを経て、2つの村の間で合併後の村名について争いが起き、佐藤敬忠が仲裁役的な役割を果たした事がおおよそ推定される。ちなみに、1939年（昭和14年）に日立町と助川町が合併して『日立市』となった際にも名称に関する争いが起きている。
市史編纂事業は日立市が主導して昭和30年代前半から取り組まれた事業であり、過去の資料や編纂員によるインタビューも収録されており、1959年（昭和34年）に公開された。編纂事業の過程において、佐藤敬忠の孫にあたる「佐藤みつ」氏にインタビューを行い、村名が「日立」に決まった過程において祖父の敬忠が仲裁役を果たしたこと、それらの記録を残した『佐藤家旧記』が存在したものの太平洋戦争の戦火で消失したことが明らかになった。

#### 鎮守神社と日立風流物
ユネスコの無形遺産委員会によって無形文化遺産リストに記載された『日立風流物』は、日立市における旧村郡の合併に関する歴史を紐解く際に重要な鍵となる。
1695年（元禄8年）、徳川光圀の命によって、神峰神社の大祭礼に山車が出されたことが日立風流物のはじまりである。その際に、神峰神社が宮田・助川・会瀬の鎮守になった。神峰神社が建立されている場所は宮田村であり、日立風流物が「宮田風流物」と呼ばれていた時代も長く、7年に一度だけ4台の山車が神峰神社に向かって集う際には、宮田町を４つに区切る形で存在する町会（北町・東町・西町・本町）が山車を取り仕切る。明治22年当時における神社の存在は大きく、さらに宮田・助川・会瀬の3地域が鎮守になったことも相成って、宮田村の住人から名称について不満の声が挙がったということが歴史編纂員のインタビューで判明している。
光圀の命によって鎮守になった3つの地域にはそれぞれ神社が存在しており、神峰神社（宮田村）、助川鹿嶋神社（助川村）、会瀬鹿島神社（大瀬村）がある。滑川村にも鎮守六所明神を祀った神社が存在するものの、光国によって鎮守の命を受けなかった。現在も日立市滑川本町に存在しており、1873年（明治6年）からは「塩釜神社」を名乗るようになった。同神社は常駐する神主が居ないが、現在でも旧滑川村の住民が交代で、晦日・大晦日・正月三が日や節目で社殿を開いている。
このような経緯もあり、宮田村と滑川村の合併によって「宮田」の文字が消えることを嫌がったと推測されるが、インタビュー以外で明確に記録されている文献は今のところ発見されていない。

#### 現代における旧村の名残
旧宮田村は、現在の日立市神峰町周辺に位置する「桐木田（きりきだ）」「宮田（みやた）」「駒王作（こまおう）」を中心に、西方面には神峯山側に広がる「神峰」「赤沢」が該当する。現在においてもそれらの名称は残っており、神峰町2丁目にある「桐木田グラウンド（日立消防署の裏）」「宮田小学校」「駒王中学校」などがある。
旧滑川村は、現在の日立市東滑川町周辺に位置する「小幡（おばた）」「清水（しみず）」を中心とした、海岸沿いに広がる地域が該当する。現存するものとしては、東滑川町1丁目にある「小幡公民館」、国道6号日立バイパスに沿った浜辺の「清水浜（しみずはま）」などがある。なお、日立市内に「滑川本町」が存在するが、旧滑川村には「本町」ないし「滑川本」という名称は存在せず、市政が始まった頃に作られた町名である。
さらに、宮田村と滑川村の合併に伴う歴史は、現代でも特殊な形で残っていることは興味深い。その一つとして、旧滑川村地域における公立小中学校の通学規定が挙げられる。
日立市教育委員会は学区制を採用しており、住んでいる場所に応じて通学する公立の小中学校が決まっている。しかしながら、旧滑川村の中心地に該当する、現在の東滑川町1丁目および2丁目においては例外規定が設けられており、中学校については駒王中学校と滑川中学校の2校から選択することが出来る。この選択制度は2000年代中頃から始まったものであり、比較的新しい。選択性の経緯としては、宮田小学校に通う児童のほとんどが学区制の規定によって駒王中学校に進学するため、当該地域に住む児童の保護者からの要望で実現したものである。選択性が採用されるまでは、小学校は宮田小学校（旧宮田村）、中学校は滑川中学校（旧滑川村）に通う規定であった。
なお、滑川中学校は1980年（昭和55年）に開校した比較的に新しい学校であり、滑川中学校が開校するまでは同地域の児童も駒王中学校に通っていた。なお、滑川小学校も1973年（昭和48年）に開校しており、登校距離が近いが、宮田小学校に児童が通う理由は定かではない。

### 日立市の誕生
1939年（昭和14年）に、旧日立町と旧助川町が対等合併して日立市となるが、対等な立場からどちらかの町名を使うわけにいかず、日立鉱山が調停案として新市名に「常陸市」を提案するも協議不調になり、新市名は茨城県に一任されることとなった。すると県は、すでに日立鉱山と日立製作所が全国的に知られていることを理由に、新市名を日立市に決定した。茨城県の新市名決定により、その理由が旧日立町からとられたものではなかったことから、市の中心地にあたる旧助川町にも受け入れた。
日立製作所（およびその母体である日本鉱業）の成立以前から「日立村」という自治体は存在していたが、「日立」の地名は、神峰山を登山した徳川光圀によって名付けられたとされるのが定説になっており、明治の大合併で成立した旧日立村（のちに町制を施行して日立町となる）は、この光圀の言い伝えにちなんで名づけられたとされる。

## 地理
関東平野が久慈川（日立市と東海村の境）で北端となるため、東側の太平洋と西側の多賀山地に挟まれ、南北に細長く可住地が伸びている。可住地の多くは、日立製作所、三菱重工業およびその関連企業の施設が占めているため、山間地を切り開いて造成した住宅地が多い。北部は、多賀山地の西斜面、里川流域の谷地にも市域が広がっている。
可住地は大半が3段からなる海岸段丘と扇状地であるため、坂が多く水の便も悪い所が多い。川は、上流では比較的平底の谷を流れているが、下流では地盤の隆起よりも浸食の速度の方が早く河口付近までV字形の渓谷になっているものが多い。昔は、沢の上流からかけどいと呼ばれる水道橋を作って用水を確保していた地域もある。河川の間隔が狭いため複合扇状地となっている所もある。また、扇状地の末端部分では泉が森のように地下水が湧き出し泉となっているところもある。
南北に大きく伸びた海岸線を持つことから、市内には6箇所の海水浴場を持つ。名勝として、玉簾の滝（たまだれのたき）や諏訪梅林（すわばいりん）などがある。市内各地に桜の木が多く見られ、「日本さくら名所100選」にも選ばれている（かみね公園・平和通り）。
市北西部の日立鉱山には1914年（大正3年）に煙害対策として当時世界一の高さ155.7mの大煙突（だいえんとつ）が建てられ、鉱工業都市日立のシンボルとして長く親しまれた。これをモデルにした小説として、新田次郎の「ある町の高い煙突」がある。大煙突は、1993年（平成5年）2月19日、この日に吹いた強風と老朽化の影響で倒壊し、現在は高さ54mとなっている。
総じて、常磐線の駅を目安に各地区が形成されており、大甕（おおみか）・多賀（たが）・助川（すけがわ）・小木津（おぎつ）・十王（じゅうおう）の国道6号沿線と、中里（なかざと）の国道349号沿線に分けられる。中里地区は、同じ国道349号沿線の常陸太田市との交流が多い。
なお、多賀山地の各所に露出する日立変成岩は5億年以上前のカンブリア紀のもので、日本最古の地層とされる。このことからこの地域が、昔ゴンドワナ大陸の東にあった火山島で、日本列島の始まりの地ではないかとも考えられている。
- 川：久慈川・鮎川・宮田川

### 気候
太平洋と阿武隈高地に挟まれているため、茨城県では北に位置しているにもかかわらず気候は比較的温暖であり、同じ茨城県内の大洗や鹿嶋よりも、福島県浜通り南部の小名浜や広野に近似する気候である。1月の平均気温は4.6℃と、茨城県中部の水戸や南部の土浦、千葉県北西部の我孫子よりも高い。また、夏もさほど気温が高くならない。
| 日立（標高 34 m）の気候 | 日立（標高 34 m）の気候 | 日立（標高 34 m）の気候 | 日立（標高 34 m）の気候 | 日立（標高 34 m）の気候 | 日立（標高 34 m）の気候 | 日立（標高 34 m）の気候 | 日立（標高 34 m）の気候 | 日立（標高 34 m）の気候 | 日立（標高 34 m）の気候 | 日立（標高 34 m）の気候 | 日立（標高 34 m）の気候 | 日立（標高 34 m）の気候 | 日立（標高 34 m）の気候 |
| 月                      | 1月                     | 2月                     | 3月                     | 4月                     | 5月                     | 6月                     | 7月                     | 8月                     | 9月                     | 10月                    | 11月                    | 12月                    | 年                      |
| ----------------------- | ----------------------- | ----------------------- | ----------------------- | ----------------------- | ----------------------- | ----------------------- | ----------------------- | ----------------------- | ----------------------- | ----------------------- | ----------------------- | ----------------------- | ----------------------- |
| 最高気温記録 °C （°F）  | 17.2 (63)               | 23.2 (73.8)             | 25.0 (77)               | 29.1 (84.4)             | 31.3 (88.3)             | 35.4 (95.7)             | 37.4 (99.3)             | 37.0 (98.6)             | 35.8 (96.4)             | 33.5 (92.3)             | 24.9 (76.8)             | 24.7 (76.5)             | 37.4 (99.3)             |
| 平均最高気温 °C （°F）  | 9.1 (48.4)              | 9.2 (48.6)              | 11.8 (53.2)             | 16.3 (61.3)             | 20.2 (68.4)             | 23.0 (73.4)             | 26.9 (80.4)             | 28.5 (83.3)             | 25.6 (78.1)             | 20.8 (69.4)             | 16.3 (61.3)             | 11.5 (52.7)             | 18.3 (64.9)             |
| 日平均気温 °C （°F）    | 4.6 (40.3)              | 4.8 (40.6)              | 7.5 (45.5)              | 12.1 (53.8)             | 16.3 (61.3)             | 19.6 (67.3)             | 23.4 (74.1)             | 25.0 (77)               | 22.0 (71.6)             | 17.1 (62.8)             | 12.1 (53.8)             | 7.2 (45)                | 14.3 (57.7)             |
| 平均最低気温 °C （°F）  | 0.2 (32.4)              | 0.4 (32.7)              | 3.1 (37.6)              | 7.8 (46)                | 12.6 (54.7)             | 16.6 (61.9)             | 20.6 (69.1)             | 22.3 (72.1)             | 19.1 (66.4)             | 13.6 (56.5)             | 8.0 (46.4)              | 2.8 (37)                | 10.6 (51.1)             |
| 最低気温記録 °C （°F）  | −6.2 (20.8)             | −6.9 (19.6)             | −3.7 (25.3)             | −1.9 (28.6)             | 3.7 (38.7)              | 9.1 (48.4)              | 13.0 (55.4)             | 15.2 (59.4)             | 10.8 (51.4)             | 3.7 (38.7)              | −1.1 (30)               | −3.9 (25)               | −6.9 (19.6)             |
| 降水量 mm （inch）      | 56.4 (2.22)             | 52.4 (2.063)            | 107.4 (4.228)           | 131.4 (5.173)           | 164.2 (6.465)           | 159.8 (6.291)           | 162.6 (6.402)           | 125.4 (4.937)           | 179.1 (7.051)           | 188.5 (7.421)           | 78.8 (3.102)            | 49.8 (1.961)            | 1,455.7 (57.311)        |
| 平均月間日照時間        | 200.0                   | 184.9                   | 187.7                   | 189.5                   | 181.4                   | 136.3                   | 153.7                   | 179.2                   | 138.2                   | 144.1                   | 161.1                   | 186.6                   | 2,046.8                 |
| 出典：気象庁            |                         |                         |                         |                         |                         |                         |                         |                         |                         |                         |                         |                         |                         |

| 日立市役所の気候                        | 日立市役所の気候 | 日立市役所の気候 | 日立市役所の気候 | 日立市役所の気候 | 日立市役所の気候 | 日立市役所の気候 | 日立市役所の気候 | 日立市役所の気候 | 日立市役所の気候 | 日立市役所の気候 | 日立市役所の気候 | 日立市役所の気候 | 日立市役所の気候 |
| 月                                      | 1月              | 2月              | 3月              | 4月              | 5月              | 6月              | 7月              | 8月              | 9月              | 10月             | 11月             | 12月             | 年               |
| --------------------------------------- | ---------------- | ---------------- | ---------------- | ---------------- | ---------------- | ---------------- | ---------------- | ---------------- | ---------------- | ---------------- | ---------------- | ---------------- | ---------------- |
| 最高気温記録 °C （°F）                  | 23.1 (73.6)      | 24.1 (75.4)      | 24.9 (76.8)      | 30.3 (86.5)      | 32.2 (90)        | 35.6 (96.1)      | 38.5 (101.3)     | 38.5 (101.3)     | 36.3 (97.3)      | 32.8 (91)        | 26.5 (79.7)      | 25.9 (78.6)      | 38.5 (101.3)     |
| 平均最高気温 °C （°F）                  | 9.6 (49.3)       | 9.7 (49.5)       | 12.3 (54.1)      | 16.8 (62.2)      | 20.7 (69.3)      | 23.4 (74.1)      | 27.4 (81.3)      | 29.0 (84.2)      | 25.9 (78.6)      | 21.2 (70.2)      | 16.8 (62.2)      | 12.0 (53.6)      | 18.7 (65.7)      |
| 日平均気温 °C （°F）                    | 4.8 (40.6)       | 5.0 (41)         | 7.7 (45.9)       | 12.3 (54.1)      | 16.6 (61.9)      | 19.8 (67.6)      | 23.6 (74.5)      | 25.2 (77.4)      | 22.2 (72)        | 17.2 (63)        | 12.3 (54.1)      | 7.4 (45.3)       | 14.5 (58.1)      |
| 平均最低気温 °C （°F）                  | 0.4 (32.7)       | 0.5 (32.9)       | 3.2 (37.8)       | 7.9 (46.2)       | 12.7 (54.9)      | 16.7 (62.1)      | 20.7 (69.3)      | 22.3 (72.1)      | 19.2 (66.6)      | 13.7 (56.7)      | 8.1 (46.6)       | 3.0 (37.4)       | 10.7 (51.3)      |
| 最低気温記録 °C （°F）                  | −6.9 (19.6)      | −7.5 (18.5)      | −5.9 (21.4)      | −2.0 (28.4)      | 2.7 (36.9)       | 8.7 (47.7)       | 12.7 (54.9)      | 14.9 (58.8)      | 10.3 (50.5)      | 3.3 (37.9)       | −1.2 (29.8)      | −5.9 (21.4)      | −7.5 (18.5)      |
| 降水量 mm （inch）                      | 53.3 (2.098)     | 49.8 (1.961)     | 100.5 (3.957)    | 124.3 (4.894)    | 158.7 (6.248)    | 155.9 (6.138)    | 158.1 (6.224)    | 121.6 (4.787)    | 175.2 (6.898)    | 179.7 (7.075)    | 74.4 (2.929)     | 46.6 (1.835)     | 1,398.1 (55.044) |
| % 湿度                                  | 54.7             | 56.9             | 62.2             | 68.1             | 75.2             | 82.0             | 83.5             | 82.0             | 80.3             | 75.0             | 67.5             | 58.6             | 70.5             |
| 平均月間日照時間                        | 193.8            | 175.0            | 184.0            | 182.8            | 172.0            | 123.0            | 135.7            | 175.6            | 141.5            | 147.5            | 159.0            | 179.6            | 1,969.7          |
| 出典：日立市天気相談所（1991 - 2020年） |                  |                  |                  |                  |                  |                  |                  |                  |                  |                  |                  |                  |                  |

### 隣接する自治体

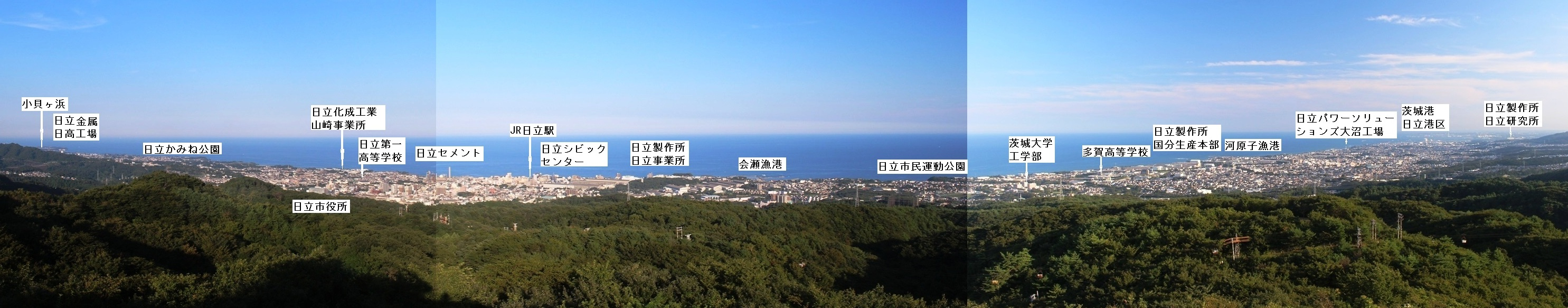
助川山山頂から見た日立市市街(2017年)

- 高萩市
- 常陸太田市
- 那珂市
- 那珂郡東海村

## 歴史
鹿野場遺跡・六ツヶ塚遺跡などから約3万年前の石器が出土しており、この地域には当時から人が定住していたと考えられている。

### 古代
7世紀前半の国造の時代には、現在の日立市は、道口岐閉国造の本拠地で、多珂国の南端であった。この多珂国は、現在の日立市から福島第一原発付近（大熊）まで広がる沿岸国であり、『常陸国風土記』では大熊が「苦麻」「道後 (道の尻)」と呼ばれたのに対して、日立市は「助川」「道前 (道の口)」と呼ばれていた。そして、7世紀後半に律令制が浸透すると、この多珂国は常陸国に編入された。

### 戦国時代から戊辰戦争終結まで
- 戦国時代には佐竹氏の領土に入った。
- 佐竹氏は関ヶ原の戦いで西軍に与したために出羽国久保田へ転封となった。代わって水戸徳川家が治める水戸藩となり明治維新まで続いた。
- 元禄8年（1695年）旧9月 徳川光圀が神峰神社に参拝した時、海上から朝日の昇る様子を「朝日の立ち上る様は領内随一」として、一帯を日立と命名した。
- 天保7年（1836年） - 開国を迫る諸外国からの海防のため、9代水戸藩主徳川斉昭が築城した平山城である助川海防城が完成。

### 戊辰戦争終結から第二次大戦終結まで
- 1889年（明治22年）4月1日 - 町村制施行により、多賀郡日立村・高鈴村（1925年より助川町）が発足[12]。
- 1897年（明治30年）2月25日 - 日本鉄道の大甕駅と下孫駅（現在の常陸多賀駅）、助川駅（現在の日立駅）、川尻駅（現在の十王駅）が開業。
- 1905年（明治38年） - 久原房之助による日立鉱山（日立村内）の開発に伴い鉱山町として発展を始め、その従業員であった小平浪平が設立した日立製作所の規模拡大によって工業都市へと発展した。
- 1908年（明治41年）11月 - 日立鉱山専用電気鉄道が開業。
- 1910年（明治43年） - 小平浪平が日立製作所を設立[13]。
- 1914年（大正3年）12月 - 日立鉱山から排出される煙害対策として、大煙突が完成[14]。
- 1924年（大正13年）8月26日 - 多賀郡日立村が多賀郡日立町となる[12]。
- 1925年（大正14年）1月1日 - 多賀郡高鈴村が多賀郡助川町となる[12]。
- 1928年（昭和3年）12月27日 - 常北電気鉄道（後の日立電鉄）が大甕〜久慈（後の久慈浜駅）間を開業。
- 1929年（昭和4年）7月3日 - 常北電気鉄道が久慈（後の久慈浜）〜常北太田駅間を開業。
- 1939年（昭和14年）9月1日 - 多賀郡日立町・助川町が合併し、日立市となった[12]。（県内2番目）
- 1940年（昭和15年） - 日立市の紋章を制定[13]。
- 1945年（昭和20年）：艦砲射撃（7月17日）と日立空襲（6月10日と7月19日の2度）で被災[15]。市の約7割が灰となり[16]、その被災規模は北関東でも上位であった。

### 第二次大戦後
- 1946年（昭和21年）11月18日 - 昭和天皇が日立製作所海岸工場、宮田国民学校などに行幸（昭和天皇の戦後巡幸）[17]。
- 1947年（昭和22年）9月1日 - 日立電鉄が大甕〜鮎川駅間を開業。
- 1948年（昭和23年） - かみね公園の整備に着手[13]。
- 1949年（昭和24年） - 日立市民の歌を制定[13]。
- 1951年（昭和26年） - 平和通りが開通。街路樹として桜を植樹[13]。
- 1955年（昭和30年）2月15日 - 多賀郡多賀町・日高村・久慈郡久慈町・坂本村・東小沢村・中里村を編入[12]。
- 1956年（昭和31年）9月20日 - 多賀郡豊浦町を編入[12]。
- 1957年（昭和32年）6月5日 - かみね動物園がオープン[18]。
- 1959年（昭和34年）10月 - 日立港（現在の茨城港日立港区）第1船入港[19]。
- 1960年（昭和35年）5月31日 - 日立鉱山専用電気鉄道が閉業[20]。
- 1962年（昭和37年）
  - 交通安全都市宣言をする[13]。
  - 日立市立記念図書館が開館する[21]。
- 1965年（昭和40年）9月15日 - 日立市民会館が開館する[22]。
- 1967年（昭和42年）6月 - 日立港が重要港湾に指定される（関税法に基づく開港）[19]。
- 1975年（昭和50年）4月12日 - 日立市郷土博物館が開館する[23]。
- 1977年（昭和52年）7月15日 - 日立市の花「サクラ」、日立市の木「ケヤキ」を制定[24]。
- 1981年（昭和56年）9月 - 日立銅山が閉鎖[25]。
- 1985年（昭和60年）
  - 7月3日 - 常磐自動車道 日立南太田IC - 日立北IC間が開通[26]。
  - 核兵器廃絶、平和都市宣言をする[13]。
- 1988年（昭和63年）11月 - 健康福祉センター「サンピア日立」（現：久慈サンピア日立）がオープン[27][28]。
- 1989年（平成元年）9月1日 - 日立市の鳥「ウミウ」を制定[24]。
- 1990年（平成2年）
  - 平和通り・かみね公園が日本さくら名所100選に選ばれる[29]。
  - 11月8日 - 日立シビックセンターがオープン[30]。
- 1991年（平成3年）
  - 助川町の森林火災で約217haが焼失[31]。
  - 10月 - クリストとジャンヌ=クロードの『アンブレラ 日本-アメリカ合衆国、1984-91』開催。
- 1993年（平成5年）
  - 2月19日 - 市のシンボルであった大煙突が約3分の1を残して倒壊[14]。
  - 10月20日 - 常磐自動車道 日立中央ICが供用開始。一般有料道路 日立有料道路が開通[32]。
- 1994年（平成6年）5月28日 - 奥日立きららの里がオープン[33]。
- 1995年（平成7年） - 終戦50周年記念事業として、平和の鐘を日立駅前広場に設置[13]。
- 1998年（平成10年） - 日立地区産業支援センターがオープン[34]。
- 1999年（平成11年）7月8日 - 旧共楽館（日立武道館）が登録有形文化財（建造物）として登録される[35]。
- 2001年（平成13年）3月24日 - 国道6号 日立バイパス一部供用開始[36]。
- 2002年（平成14年）12月5日 - 北朝鮮の貨物船「チルソン号」が日立港で座礁[37]。
- 2003年（平成15年）2月26日 - 日立市のさかな「さくらダコ」を制定[24]。
- 2004年（平成16年）
  - 4月29日 - 吉田正音楽記念館がオープン[38]。
  - 11月1日 - 多賀郡十王町を編入[12]。これにより、多賀郡が消滅。
- 2005年（平成17年）
  - 3月 - ケーブルテレビ「JWAY」が日立市内で一部開局[39]。
  - 4月1日 - 日立電鉄線が廃止される[20]。
  - 環境都市宣言をする[40]。
- 2006年（平成18年）8月11日 - 茨城県県北生涯学習センターが旧十王町役場跡地に開所[41][42]。
- 2007年（平成19年）4月6日 - 日立市のイメージマーク、キャッチコピー、イメージカラーを制定[24][43]。
- 2008年（平成20年）
  - 1月21日 - 日立市消防拠点施設が神峰町に移転し業務開始[44]。
  - 11月1日 - 9日 - 第23回国民文化祭・いばらき2008が茨城県で開催。日立市は合唱の祭典、こども芸術祭などの会場となる[45]。
- 2009年（平成21年）- 日立風流物が、ユネスコ無形文化遺産の「人類の無形文化遺産の代表的な一覧表」に記載される[46]。
- 2011年（平成23年）
  - 3月11日 - 東日本大震災で被災し、震度6強を観測。死者13人、負傷者170人のほか、多数の住宅被害、ライフラインの被害などが発生[47]。
  - 4月7日 - JR常磐線 日立駅自由通路・橋上駅舎完成[40]。
- 2012年（平成24年） - 日立駅情報プラザ「ぷらっとひたち」がオープン[40]。
- 2013年（平成25年）3月25日 - 日立電鉄線跡地を活用した、ひたちBRTの第一期区間が開通[48]。
- 2014年（平成26年） - 道の駅日立おさかなセンターがオープン[40]。
- 2017年（平成29年）
  - 1月21日 - 日立市 池の川さくらアリーナがオープン[49]。
  - 7月18日 - 東日本大震災で被災した市庁舎を建て替え、新市庁舎での一部運用を開始[50]。設計は日立市出身の建築デザイナー妹島和世[51]。
- 2018年（平成30年）
  - 日立風流物が、ユネスコ無形文化遺産に「山・鉾・屋台行事」として再度記載される[46]。
  - 12月8日 - JR常磐線 大甕駅地下駅舎及び自由通路一部供用開始[52]。
- 2019年（平成31年）3月30日 - 新市庁舎の整備事業がすべて完了。記念式典が開催される[53]。
- 2019年（令和元年）
  - 9月28日 - 10月8日 - 第74回国民体育大会・いきいき茨城ゆめ国体2019が茨城県で開催。日立市は体操（競技・新体操）、バスケットボール、卓球、軟式野球の会場となる[54]。
  - 9月29日 - 天皇・皇后が池の川さくらアリーナやウミウ捕獲場（十王町）を訪問[55]。
- 2020年（令和2年）
  - 3月19日 - 日立市公設地方卸売市場跡地に、複合商業施設「SEA MARK SQUARE」がオープン[56]。
  - 4月13日 - 新型コロナウイルス感染症の拡大に伴い、公立小中学校の臨時休校が行われる[57]。
- 2021年（令和3年）
  - 4月17日 - 日立シビックセンター科学館が「サクリエ」としてリニューアルオープン[58]。
  - 7月4日 - 東京2020オリンピック聖火リレーが日立市を通過[59]。
- 2022年（令和4年）3月2日 - 「ゼロカーボンシティひたち」を表明[60]。
- 2023年（令和5年）
  - 4月28日 - 閉店した旧イトーヨーカドー日立店の土地及び建物を日立市が取得した上で改装し、日立駅前大型商業施設「ヒタチエ」としてリニューアルオープン[61]。
  - 9月8日 - 令和5年台風第13号により市内各地で被害。日立市役所本庁舎が浸水・停電したほか、多くの住宅で床上・床下浸水が発生した。また、常磐自動車道 鞍掛トンネル付近や茨城県道36号日立山方線など多くの箇所で土砂崩れが発生し、長時間の道路の通行止めも発生した[62][63]。
  - 12月1日 - 市内5駅周辺、日立市新都市広場において日立市屋外公衆無線LANサービス「Hitachi FREE Wi-Fi -soto-」を提供開始[64][65]。
  - 12月21日 - 株式会社日立製作所と「デジタルを活用した次世代未来都市（スマートシティ）計画に向けた包括連携協定」を締結[66][67]。
- 2024年（令和6年）
  - 4月16日 - デジタル地域通貨「タッチ」を導入[68][69]。
  - 7月13日 - 会瀬海水浴場で海開き。2020年から新型コロナウイルス感染症の影響のほか砂浜の環境が悪化して閉鎖が続いていたもの[70]。
- 2025年（令和7年）2月3日 - ひたちBRT専用道路区間において、国内初の中型バスでの「レベル4」自動運転の営業を開始[71][72][73][74]。

### 行政区域変遷
- 変遷の年表

| 日立市市域の変遷（年表） | 日立市市域の変遷（年表） | 日立市市域の変遷（年表） |
| 年                       | 月日                     | 現日立市市域に関連する行政区域変遷 |
| ------------------------ | ------------------------ | --- |
| 1889年（明治22年）       | 4月1日                   | 町村制の実施により、以下の町村が発足する。 - 多賀郡（2町8村） - 日立村 ← 宮田村・滑川村 - 高鈴村 ← 会瀬村・助川村 - 河原子町 ← 河原子村単独で町制施行 - 国分村 ← 金沢村・大久保村・下孫村 - 鮎川村 ← 諏訪村・油縄子村・成沢村 - 坂上村 ← 水木村・森山村・大沼村 - 日高村 ← 田尻村、小木津村 - 豊浦町 ← 砂沢村、折笠村、川尻村 - 黒前村 ← 黒坂村・高原村・山部村・福平村 - 櫛形村 ← 友部村・伊師本郷・伊師村の一部 - 久慈郡（4村） - 久慈村 ← 久慈村単独で町制施行 - 坂本村 ← 大和田村・茂宮村・石名坂村・南高野村 - 東小沢村 ← 下土木内村・神田村・留村 - 中里村 ← 下深荻村・中深荻・入四間村・東河内村 |
| 1894年(明治27年）        | 7月20日                  | 久慈村は町制施行し久慈町となる。 |
| 1924年（大正13年）       | 8月26日                  | 日立村が町制施行し日立町となる。 |
| 1925年（大正14年）       | 1月1日                   | 高鈴村が町制施行・改称し助川町となる。 |
| 1938年（昭和13年）       | 4月1日                   | 河原子町・国分村・鮎川村が合併し多賀町が発足。 |
| 1939年（昭和14年）       | 9月1日                   | 日立町・助川町が合併し日立市が発足。 |
| 1941年（昭和16年）       | 2月11日                  | 坂上村が多賀町に編入。 |
| 1954年（昭和29年）       | 11月23日                 | 黒前村の一部（福平）・櫛形村の一部（友部の一部）が松岡町・高岡村・高萩町と合併し、高萩市が発足。 |
| 1955年（昭和30年）       | 2月11日                  | 櫛形村・黒前村・高萩市の一部（友部）合併し、十王村が発足。 |
| 1955年（昭和30年）       | 2月15日                  | 多賀郡多賀町・日高村・久慈郡久慈町・坂本村・東小沢村・中里村を日立市が編入。 |
| 1956年（昭和31年）       | 1月1日                   | 十王村が町制施行し十王町になる。 |
| 1956年（昭和31年）       | 9月20日                  | 豊浦町を日立市が編入。 |
| 2004年（平成16年）       | 11月1日                  | 十王町を日立市が編入。 |

- 変遷表

| 変遷表      | 変遷表                                         | 変遷表       | 変遷表          | 変遷表                          | 変遷表                       | 変遷表                                     | 変遷表                       | 変遷表 | 変遷表 |
| 1868年 以前 | 1868年 以前                                    | 1868年 以前  | 明治22年 4月1日 | 明治22年 - 昭和19年             | 明治22年 - 昭和19年          | 昭和20年 - 昭和64年                        | 平成元年 - 現在              | 現在   |        |
| ----------- | ---------------------------------------------- | ------------ | --------------- | ------------------------------- | ---------------------------- | ------------------------------------------ | ---------------------------- | ------ | ------ |
| 多賀郡      |                                                | 宮田村       | 日立村          | 大正13年8月26日 町制            | 昭和14年9月1日 日立市        | 日立市                                     | 日立市                       | 日立市 |        |
| 多賀郡      | 滑川村                                         |              | 日立村          | 大正13年8月26日 町制            | 昭和14年9月1日 日立市        | 日立市                                     | 日立市                       | 日立市 |        |
| 多賀郡      |                                                | 会瀬村       | 高鈴村          | 大正14年1月1日 助川町に町制改称 | 昭和14年9月1日 日立市        | 日立市                                     | 日立市                       | 日立市 |        |
| 多賀郡      | 助川村                                         |              | 高鈴村          | 大正14年1月1日 助川町に町制改称 | 昭和14年9月1日 日立市        | 日立市                                     | 日立市                       | 日立市 |        |
| 多賀郡      |                                                | 河原子村     | 河原子町        | 昭和14年4月1日 多賀町           | 昭和14年4月1日 多賀町        | 昭和30年2月15日 日立市に編入               | 日立市                       | 日立市 |        |
| 多賀郡      |                                                | 金沢村       | 国分村          | 昭和14年4月1日 多賀町           | 昭和14年4月1日 多賀町        | 昭和30年2月15日 日立市に編入               | 日立市                       | 日立市 |        |
| 多賀郡      | 大久保村                                       |              | 国分村          | 昭和14年4月1日 多賀町           | 昭和14年4月1日 多賀町        | 昭和30年2月15日 日立市に編入               | 日立市                       | 日立市 |        |
| 多賀郡      | 下孫村                                         |              | 国分村          | 昭和14年4月1日 多賀町           | 昭和14年4月1日 多賀町        | 昭和30年2月15日 日立市に編入               | 日立市                       | 日立市 |        |
| 多賀郡      |                                                | 諏訪村       | 鮎川村          | 昭和14年4月1日 多賀町           | 昭和14年4月1日 多賀町        | 昭和30年2月15日 日立市に編入               | 日立市                       | 日立市 |        |
| 多賀郡      | 油縄子村                                       |              | 鮎川村          | 昭和14年4月1日 多賀町           | 昭和14年4月1日 多賀町        | 昭和30年2月15日 日立市に編入               | 日立市                       | 日立市 |        |
| 多賀郡      | 成沢村                                         |              | 鮎川村          | 昭和14年4月1日 多賀町           | 昭和14年4月1日 多賀町        | 昭和30年2月15日 日立市に編入               | 日立市                       | 日立市 |        |
| 多賀郡      |                                                | 水木村       | 坂上村          | 昭和16年2月11日 多賀町に編入    | 昭和16年2月11日 多賀町に編入 | 昭和30年2月15日 日立市に編入               | 日立市                       | 日立市 |        |
| 多賀郡      | 森山村                                         |              | 坂上村          | 昭和16年2月11日 多賀町に編入    | 昭和16年2月11日 多賀町に編入 | 昭和30年2月15日 日立市に編入               | 日立市                       | 日立市 |        |
| 多賀郡      | 大沼村                                         |              | 坂上村          | 昭和16年2月11日 多賀町に編入    | 昭和16年2月11日 多賀町に編入 | 昭和30年2月15日 日立市に編入               | 日立市                       | 日立市 |        |
| 多賀郡      |                                                | 田尻村       | 日高村          | 日高村                          | 日高村                       | 昭和30年2月15日 日立市に編入               | 日立市                       | 日立市 |        |
| 多賀郡      | 小木津村                                       |              | 日高村          | 日高村                          | 日高村                       | 昭和30年2月15日 日立市に編入               | 日立市                       | 日立市 |        |
| 久慈郡      |                                                | 久慈村       | 久慈村          | 明治27年7月20日 町制            | 明治27年7月20日 町制         | 昭和30年2月15日 日立市に編入               | 日立市                       | 日立市 |        |
| 久慈郡      |                                                | 大和田村     | 坂本村          | 坂本村                          | 坂本村                       | 昭和30年2月15日 日立市に編入               | 日立市                       | 日立市 |        |
| 久慈郡      | 茂宮村                                         |              | 坂本村          | 坂本村                          | 坂本村                       | 昭和30年2月15日 日立市に編入               | 日立市                       | 日立市 |        |
| 久慈郡      | 石名坂村                                       |              | 坂本村          | 坂本村                          | 坂本村                       | 昭和30年2月15日 日立市に編入               | 日立市                       | 日立市 |        |
| 久慈郡      | 南高野村                                       |              | 坂本村          | 坂本村                          | 坂本村                       | 昭和30年2月15日 日立市に編入               | 日立市                       | 日立市 |        |
| 久慈郡      |                                                | 下土木内村   | 東小沢村        | 東小沢村                        | 東小沢村                     | 昭和30年2月15日 日立市に編入               | 日立市                       | 日立市 |        |
| 久慈郡      | 神田村                                         |              | 東小沢村        | 東小沢村                        | 東小沢村                     | 昭和30年2月15日 日立市に編入               | 日立市                       | 日立市 |        |
| 久慈郡      | 留村                                           |              | 東小沢村        | 東小沢村                        | 東小沢村                     | 昭和30年2月15日 日立市に編入               | 日立市                       | 日立市 |        |
| 久慈郡      |                                                | 下深荻村     | 中里村          | 中里村                          | 中里村                       | 昭和30年2月15日 日立市に編入               | 日立市                       | 日立市 |        |
| 久慈郡      | 中深荻村                                       |              | 中里村          | 中里村                          | 中里村                       | 昭和30年2月15日 日立市に編入               | 日立市                       | 日立市 |        |
| 久慈郡      | 入四間村                                       |              | 中里村          | 中里村                          | 中里村                       | 昭和30年2月15日 日立市に編入               | 日立市                       | 日立市 |        |
| 久慈郡      | 東河内村                                       |              | 中里村          | 中里村                          | 中里村                       | 昭和30年2月15日 日立市に編入               | 日立市                       | 日立市 |        |
| 多賀郡      |                                                | 砂沢村       | 豊浦町          | 豊浦町                          | 豊浦町                       | 昭和31年9月20日 日立市に編入               | 日立市                       | 日立市 |        |
| 多賀郡      | 折笠村                                         |              | 豊浦町          | 豊浦町                          | 豊浦町                       | 昭和31年9月20日 日立市に編入               | 日立市                       | 日立市 |        |
| 多賀郡      | 川尻村                                         |              | 豊浦町          | 豊浦町                          | 豊浦町                       | 昭和31年9月20日 日立市に編入               | 日立市                       | 日立市 |        |
| 多賀郡      |                                                | 黒坂村       | 黒前村 の一部   | 黒前村の一部                    | 黒前村の一部                 | 昭和30年2月11日 十王村 昭和31年1月1日 町制 | 平成16年11月1日 日立市に編入 | 日立市 |        |
| 多賀郡      | 高原村                                         |              | 黒前村 の一部   | 黒前村の一部                    | 黒前村の一部                 | 昭和30年2月11日 十王村 昭和31年1月1日 町制 | 平成16年11月1日 日立市に編入 | 日立市 |        |
| 多賀郡      | 山部村                                         |              | 黒前村 の一部   | 黒前村の一部                    | 黒前村の一部                 | 昭和30年2月11日 十王村 昭和31年1月1日 町制 | 平成16年11月1日 日立市に編入 | 日立市 |        |
| 多賀郡      |                                                | 伊師村の一部 | 櫛形村          | 櫛形村                          | 櫛形村                       | 昭和30年2月11日 十王村 昭和31年1月1日 町制 | 平成16年11月1日 日立市に編入 | 日立市 |        |
| 多賀郡      | 伊師本郷                                       |              | 櫛形村          | 櫛形村                          | 櫛形村                       | 昭和30年2月11日 十王村 昭和31年1月1日 町制 | 平成16年11月1日 日立市に編入 | 日立市 |        |
| 多賀郡      | 友部村                                         |              | 櫛形村          | 櫛形村                          | 櫛形村                       | 昭和30年2月11日 十王村 昭和31年1月1日 町制 | 平成16年11月1日 日立市に編入 | 日立市 |        |
| 多賀郡      | 昭和29年11月23日 高萩市 昭和31年2月11日 十王村 |              | 櫛形村          | 櫛形村                          | 櫛形村                       |                                            | 平成16年11月1日 日立市に編入 | 日立市 |        |

## 人口
| |                                        |  |
| 日立市と全国の年齢別人口分布（2005年） | 日立市の年齢・男女別人口分布（2005年） |  |
| ■紫色 ― 日立市 ■緑色 ― 日本全国 | ■青色 ― 男性 ■赤色 ― 女性              |  |
| 日立市（に相当する地域）の人口の推移 \| 1970年（昭和45年） \| 202,856人 \| \| \| 1975年（昭和50年） \| 212,510人 \| \| \| 1980年（昭和55年） \| 215,498人 \| \| \| 1985年（昭和60年） \| 218,111人 \| \| \| 1990年（平成2年） \| 215,069人 \| \| \| 1995年（平成7年） \| 212,304人 \| \| \| 2000年（平成12年） \| 206,589人 \| \| \| 2005年（平成17年） \| 199,218人 \| \| \| 2010年（平成22年） \| 193,129人 \| \| \| 2015年（平成27年） \| 185,054人 \| \| \| 2020年（令和2年） \| 174,508人 \| \| |                                        |  |
| 総務省統計局 国勢調査より |                                        |  |
| 1970年（昭和45年） | 202,856人                              |  |
| 1975年（昭和50年） | 212,510人                              |  |
| 1980年（昭和55年） | 215,498人                              |  |
| 1985年（昭和60年） | 218,111人                              |  |
| 1990年（平成2年） | 215,069人                              |  |
| 1995年（平成7年） | 212,304人                              |  |
| 2000年（平成12年） | 206,589人                              |  |
| 2005年（平成17年） | 199,218人                              |  |
| 2010年（平成22年） | 193,129人                              |  |
| 2015年（平成27年） | 185,054人                              |  |
| 2020年（令和2年） | 174,508人                              |  |

令和2年国勢調査によると、2020年（令和2年）10月1日現在の人口は、174,508人（男性87,126人・女性87,382人）である。2015年（平成27年）から2020年までの5年間の人口減少数は10,546人であり、全国で18番目の減少数であった。2023年に茨城県内で人口減少数が最も多かった市町村は当市であり、2,587人減であった。

## 行政
- 市長：小川春樹（2015年（平成27年）5月1日就任、3期目[82]、2027年（令和9年）4月30日任期満了[83]）

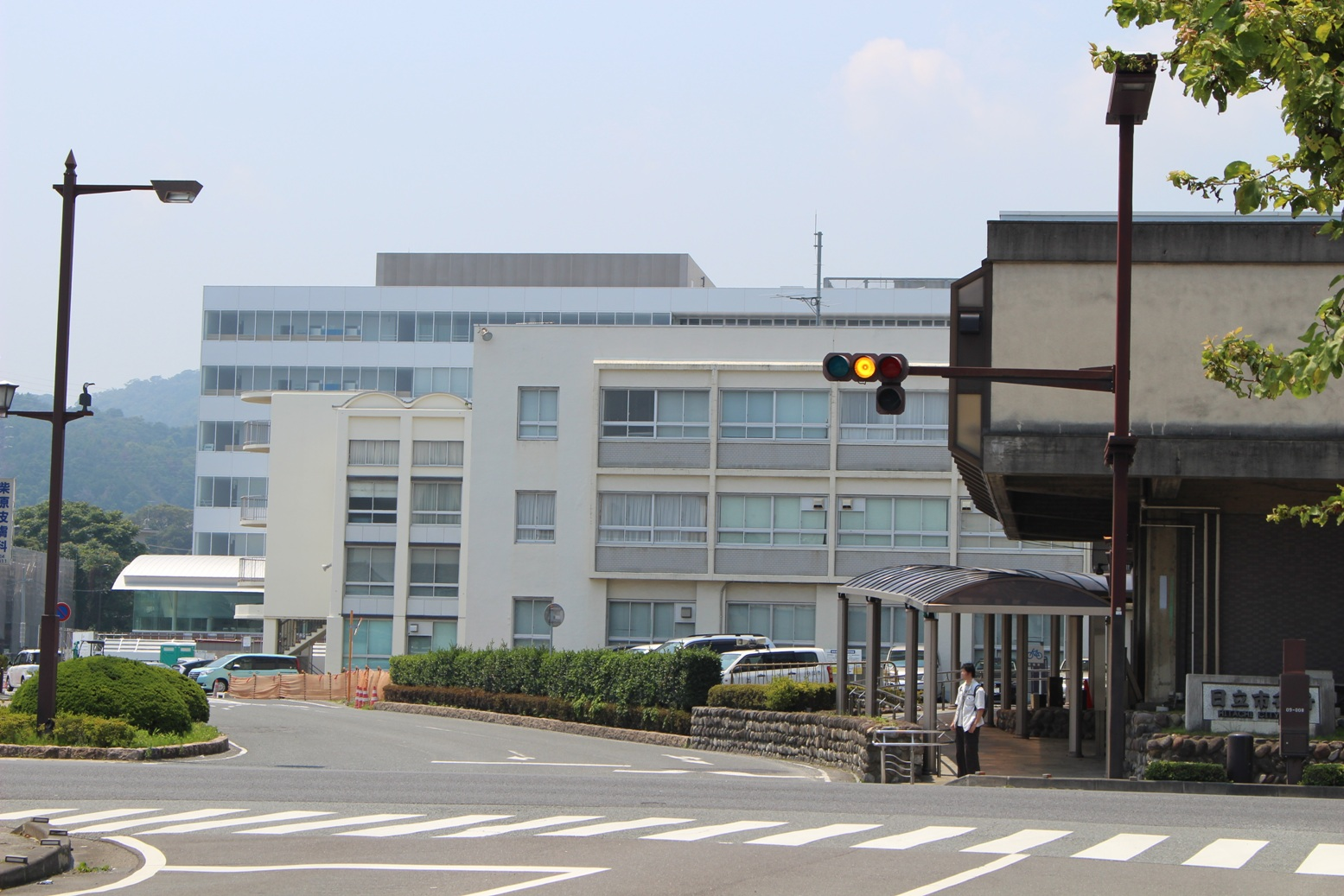
手前が東日本大震災で被災した旧市庁舎群、左奥が2017年7月に完成した新庁舎

### 歴代市長
| 代   | 氏名     | 就任         | 退任          |
| ---- | -------- | ------------ | ------------- |
| 初代 | 福田重清 | 1939年11月   | 1940年11月    |
| 2代  | 新開渧観 | 1940年9月    | 1945年5月     |
| 3代  | 高嶋秀吉 | 1945年9月    | 1963年4月     |
| 4代  | 萬田五郎 | 1963年5月1日 | 1975年4月30日 |
| 5代  | 立花留治 | 1975年5月1日 | 1991年4月30日 |
| 6代  | 飯山利雄 | 1991年5月1日 | 1999年4月30日 |
| 7代  | 樫村千秋 | 1999年5月1日 | 2011年4月30日 |
| 8代  | 吉成明   | 2011年5月1日 | 2015年4月30日 |
| 9代  | 小川春樹 | 2015年5月1日 | 現職          |

### 財政
- 財政力指数：0.793（2022年度）[84]
- 実質公債費比率：-0.4%（2021年度）[85]

### 国の行政機関
2022年11月現在

#### 法務省
- 水戸地方法務局 日立支局
- 水戸地方検察庁 日立支部
- 水戸地方検察庁 日立区検察庁

#### 財務省
- 横浜税関 鹿島税関支署 日立出張所

#### 国税庁
- 関東信越国税局 日立税務署

#### 厚生労働省
- 茨城労働局 日立労働基準監督署
- 日立公共職業安定所
- 東京検疫所 日立出張所

#### 林野庁
- 関東森林管理局 茨城森林管理署 十王森林事務所

#### 国土交通省
- 関東地方整備局 常陸河川国道事務所 日立国道出張所

#### 海上保安庁
- 第三管区海上保安本部 茨城海上保安部 日立分室

#### 防衛省
- 自衛隊茨城地方協力本部 日立出張所

### 茨城県の行政機関
（出典：）

#### 総務部
- いばらき就職支援センター日立地区センター
- 県北県民センター日立商工労働センター

#### 保健医療部
- 日立保健所

#### 福祉部
- 日立児童相談所

#### 産業戦略部
- 日立産業技術専門学院

#### 茨城県警察
- 日立警察署

#### 茨城県教育委員会
- 県北教育事務所
- 茨城県県北生涯学習センター

### 日立市の行政機関
- 日立市役所本庁舎

#### 本庁舎以外
（出典：）

##### 総務部
- 日立市役所多賀支所
- 日立市役所南部支所
- 日立市役所豊浦支所
- 日立市役所日高支所
- 日立市役所西部支所
- 日立市役所十王支所
- 日立駅前出張所「幸ステーション」

##### 生活環境部
- 女性若者支援課（日立シビックセンター6階）
- 消費生活センター（日立シビックセンター6階）
- 清掃センター

##### 保健福祉部
- 健康づくり推進課（日立市保健センター内）
- 地域医療対策課（日立市保健センター内）
- 十王総合健康福祉センター

##### 産業経済部
- かみね公園管理事務所

##### 企業局 上下水道部
- 浄水課（森山浄水場）
- 浄化センター

##### 消防本部
- 総務課・警防課・予防課

##### 日立市教育委員会
- 日立市立記念図書館
- 日立市立多賀図書館
- 日立市立十王図書館
- 日立市立南部図書館
- 日立市郷土博物館
- 北部学校給食共同調理場
- 南高野学校給食共同調理場
- 視聴覚センター（日立シビックセンター地下1階）

### 広域事務
（出典：）
- 茨城県市町村総合事務組合
- 日立・高萩広域下水道組合
- 茨城県後期高齢者医療広域連合
- 茨城租税債権管理機構
- いばらき広域農業共済組合

### 日立市天気相談所
地方自治体としては全国的にも珍しい予報業務許可事業者の許可を持つ天気相談所がある。日立市のほかに、広島県広島市が予報業務許可を取得しているが、独自の天気予報を行っている地方自治体は日立市のみである。毎日2回、市内各地の天気予報を発表しているほか、桜の開花予報などを行っている。

## 議会
日立製作所の電機連合系労組に支持されている国民民主党が市政・県政・国政とも強い。

### 市議会
2023年（令和5年）5月1日現在
- 定数：24
- 議長：蛭田三雄（日立市政クラブ）
- 副議長：白石敦（民主クラブ）
- 任期満了日：2027年（令和9年）4月30日[83]

会派構成
- 日立市政クラブ：9
- 民主クラブ：7
- 公明党：4
- 無会派（政友会）：1
- 無会派（市民ネットワーク風）：1
- 無会派（日本共産党）：1
- 無会派（アクティブひたち）：1

常任委員会
- 総務産業委員会（定数8）
- 教育福祉委員会（定数8）
- 環境建設委員会（定数8）

議会運営委員会
- 議会運営委員会（定数8）

特別委員会
- 幹線道路整備促進特別委員会（定数8）
- ジャイアントパンダ誘致推進特別委員会（定数8）
- 新産業廃棄物最終処分場整備調査特別委員会（定数8）

### 茨城県議会
- 選挙区：日立市選挙区
- 日立市選挙区選出議員
  - 村本 修司（公明党）
  - 高安 博明（国民民主党）
  - 齋藤 英彰（国民民主党）
  - 瀬谷 幸伸（自由民主党）

### 衆議院
（出典：）
- 選挙区：茨城5区 （日立市、高萩市、北茨城市、東海村）
- 任期：2024年10月27日 - 2028年10月26日[98]
- 当日有権者数：143,937人
- 投票率：51.92%

| 当落 | 候補者名 | 年齢 | 所属党派   | 新旧別 | 得票数   | 重複 |
| ---- | -------- | ---- | ---------- | ------ | -------- | ---- |
| 当   | 浅野哲   | 42   | 国民民主党 | 前     | 41,392票 | ○    |
|      | 石川昭政 | 52   | 自由民主党 | 前     | 26,663票 | ○    |
|      | 千葉達夫 | 42   | 日本共産党 | 新     | 5,258票  |      |

※当日有権者数、投票率、得票数は日立市の結果のみ抽出した。

## 司法

### 裁判所
- 水戸地方裁判所 日立支部
- 水戸家庭裁判所 日立支部
- 日立簡易裁判所

## 産業

### 概要
日立市の市内総生産は8,734億円（2019年度）で茨城県内で4位、製造品出荷額等は1兆2,094億円（2020年）で神栖市に次いで2位、商品販売額は3,176億円（2020年）で県内4位、小売事業者売場面積は210,671m2（2021年6月1日時点）で県内4位である。
第1次産業就業者の割合は1.18%（2020年10月1日現在）で、守谷市に次いで県内で2番目に低い。第2次産業就業者の割合は34.50%、第3次産業就業者の割合は64.32%である（2020年10月1日現在）。

### 企業城下町
日立市は、日立製作所・日立グループおよび三菱重工業の企業城下町として有名である。市の人口のおよそ40%は日立製作所、三菱重工業およびグループ会社の社員かその家族である。他の企業城下町では、豊田市（トヨタ自動車）や新居浜市（住友グループ）といった自治体と対比されることが多い。
市内には、日立製作所およびその系列企業の工場や社宅、社員寮が多数点在する。東日本でも有数の工業集積地域として発展し、その事業所数はピーク時で1000を数えたが現在は約700。機械、電機、輸送機に関連する中小企業が日立市のものづくり産業を支えている。日立地区産業支援センターは1999年（平成11年）4月に開設された産業支援機関であり、こうした中小企業のさまざまな事業活動をサポートしており、その精力的な活動は全国的にも注目され、モデルケースとなっている。
日立鉱山は、現在のENEOS・JX金属の元になっている日本鉱業発祥の地でもある。日立鉱山は1981年（昭和56年）に閉鎖されたが、JX金属の工場は現在も所在する。現在は日立グループに比べると日立市内での規模はずっと小さく、グループ相互間の資本関係もないが、起源を同じくする会社として地元でも財界でも懇親関係は続いている。

#### 市内の主要企業
2023年4月1日現在
- 日立製作所
  - 日立事業所
  - 大みか事業所
- 日立インダストリアルプロダクツ
- 日立グローバルライフソリューションズ多賀事業所
- 三菱重工業日立工場
- レゾナック山崎事業所
- プロテリアル
  - 電線分工場
  - 日高分工場
  - 茨城工場
  - 豊浦分工場
- JX金属日立事業所
- 日立セメント
- 住友電気工業茨城製作所（日高・豊浦・みなと）

### 鉱業地帯
阿武隈高地と太平洋に挟まれている、日立市から大熊にかけての地域は、7世紀中期の多珂国であり、20世紀前半には日立鉱山や常磐炭田で知られる鉱業地帯であり、常磐線の助川駅（20世紀前半、「日立駅」は「助川駅」を名乗っていた）からは日立山手工場や日立銅山への「鉱山鉄道」が走っていた。1960年代の高度経済成長によって、石炭産業は衰退し、閉山に追い込まれた。
炭田時代の産業遺産として、セメントの原料である石灰石運搬用の架空索道がかつて存在した。日立セメント株式会社が太平田鉱山で採掘したセメントの原料である石灰石を山根貯鉱場までの山間3.8kmの区間を運搬しているものである。ロープウェーにいくつものゴンドラが付いており、一つで1.25トンを積載、毎分150m移動する。さらに、山根貯鉱場からセメント工場までは、ベルトコンベアが通っており、数沢川の上に架かる線路上を通過し、日立市役所付近から地下に入り市街地を縦断して工場まで運搬しているものである。日本国内で架空索道が運転されているのはここだけの珍しい設備であり、助川山市民の森の何カ所かで間近に見られた。しかし、2019年3月末で運用を終了し、その後解体された。

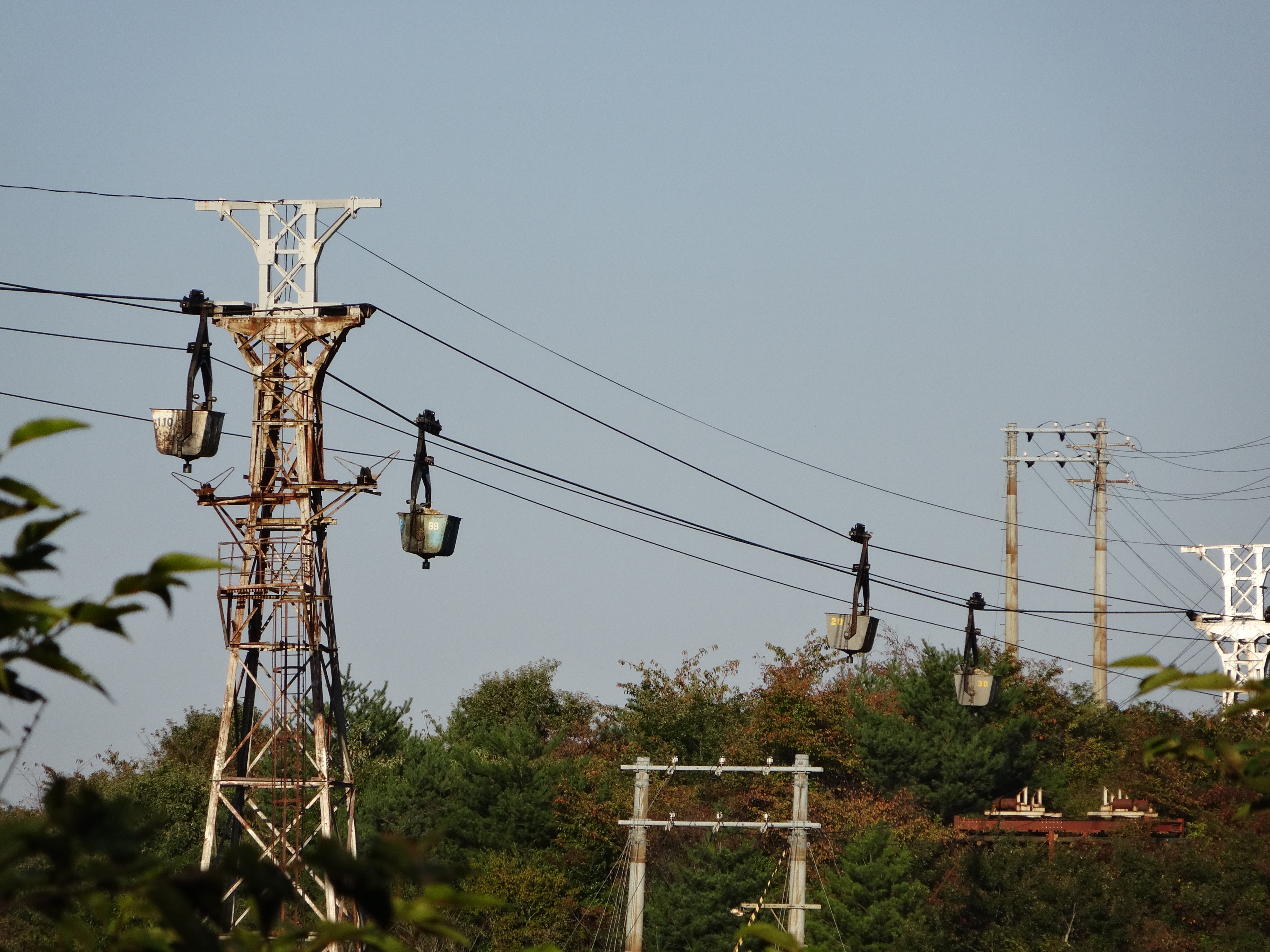
日立セメントの複線式架空索道

### 自動車の輸出入
茨城港日立港区では自動車の輸出入も盛んに行われており、ダイムラー（メルセデス・ベンツ）やルノー、日産自動車が主に利用している。特にメルセデス・ベンツは常磐自動車道日立南太田ICそばに新車整備センター (VPC) を設けており、日本国内における重要な輸入拠点となっている。

### 漁業
- 川尻漁港
- 会瀬漁港
- 水木漁港
- 久慈漁港

十王地区の伊師浜海岸には、日本で唯一、海鵜（ウミウ）の捕獲が許可されている鵜捕り場が設けられている。

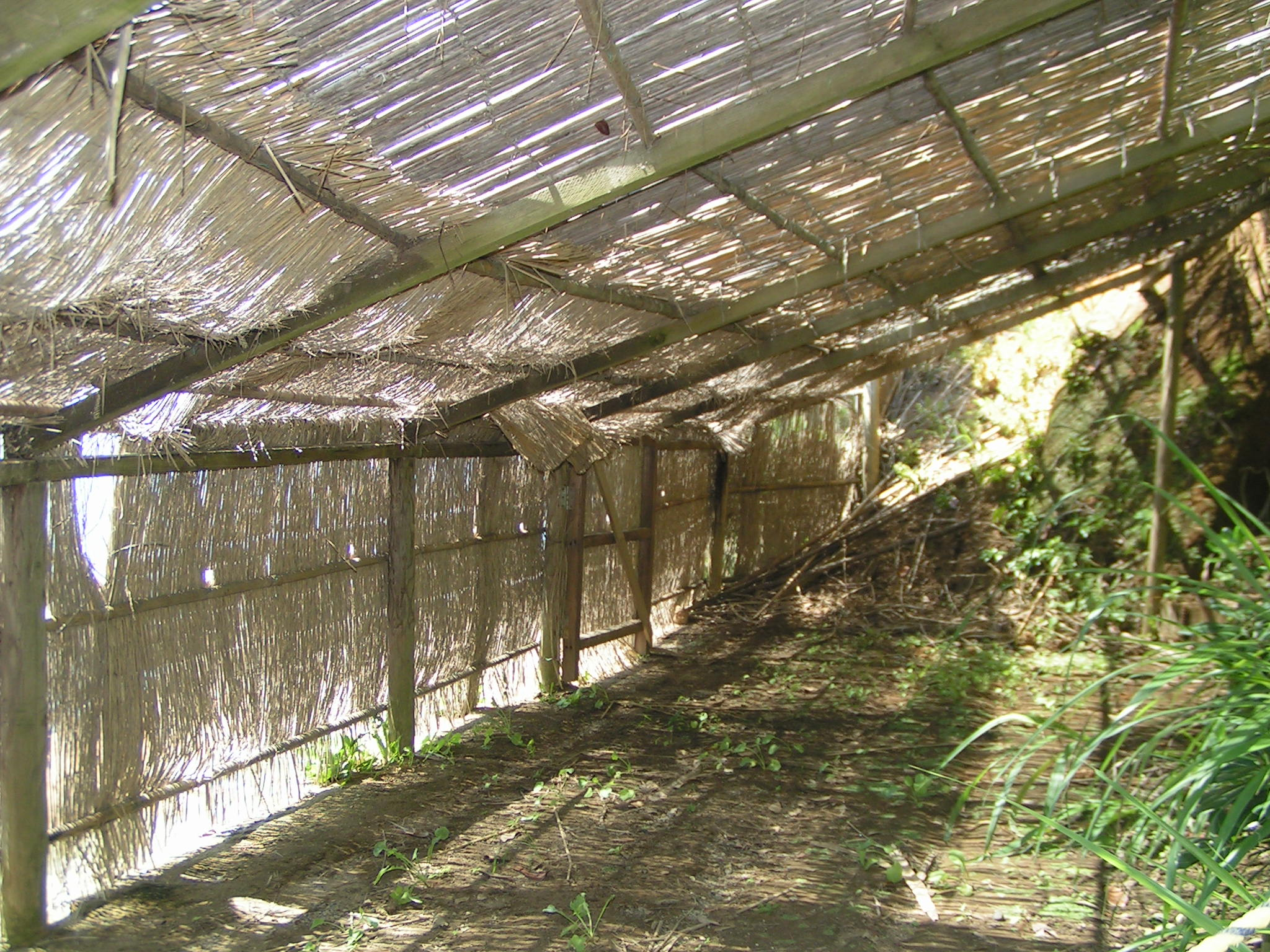
ウミウ捕獲場

## 教育

### 大学
- 茨城大学（工学部）
- 茨城キリスト教大学

### 高等学校

#### 茨城県立
- 茨城県立日立第一高等学校（※中高併設）
- 茨城県立日立第二高等学校
- 茨城県立日立工業高等学校
- 茨城県立日立商業高等学校
- 茨城県立多賀高等学校
- 茨城県立日立北高等学校

#### 私立
- 茨城キリスト教学園中学校・高等学校（※中高併設）
- 科学技術学園高等学校日立（技能連携校 日立工業専修学校）
- 明秀学園日立高等学校
- 翔洋学園高等学校（通信制）

### 義務教育学校

#### 日立市立
- 中里小中学校

### 中学校

#### 茨城県立
- 茨城県立日立第一高等学校附属中学校（※中高併設）

#### 日立市立
- 助川中学校
- 駒王中学校
- 滑川中学校
- 多賀中学校
- 大久保中学校
- 河原子中学校

- 泉丘中学校
- 台原中学校
- 日高中学校
- 豊浦中学校
- 松風中学校
- 十王中学校

#### 私立
- 茨城キリスト教学園中学校（※中高併設）

### 小学校

#### 日立市立
- 助川小学校
- 会瀬小学校
- 宮田小学校
- 滑川小学校
- 仲町小学校
- 中小路小学校
- 大久保小学校
- 河原子小学校
- 成沢小学校
- 諏訪小学校

- 水木小学校
- 大みか小学校
- 大沼小学校
- 金沢小学校
- 塙山小学校
- 油縄子小学校
- 田尻小学校
- 日高小学校
- 豊浦小学校
- 久慈小学校

- 坂本東小学校[108]
- 櫛形小学校（2026年4月：山部小学校と統合予定[109][110]）
- 山部小学校（2026年4月：櫛形小学校と統合予定[109][110]）

#### 私立
- 久慈川三育小学校

### 特別支援学校
- 日立市立日立特別支援学校

### 専修学校
（出典：）
- 日立工業専修学校
- 日立メディカルセンター看護専門学校
- 白土ドレスメーカー専門学校
- 日立高等技芸専門学校

### ランドセル支給制度
日立市では、1975年（昭和50年）から、第1次オイルショックによる物価上昇に対し、各家庭の経済的負担を軽減するため、小学校に入学する新1年生にオリジナルのランドセルを支給している。今までに3回のモデルチェンジが行われ、10万個以上が贈呈されている。2025年（令和7年）にリニューアルが行われ、黒・赤の2色から、キャメル色1色に変更された。ランドセル支給制度は、メディアでも取り上げられることもある。2020年（令和2年）からは、中学校に入学する新1年生にスクールカバンを支給している。

### 学校再編
人口減少や少子化に伴う学校の小規模化、学校施設の老朽化対策等に対応するため、日立市教育委員会は、2018年（平成30年）3月に、「日立市立学校適正配置基本方針」を策定した。方針では、小学校は「クラス替えができる各学年2学級以上」、中学校は「クラス替えができ、かつ、国語・社会・数学・理科・英語に複数教員が配置できる各学年3学級以上」を目指す学校規模とし、基本方針に基づき「（仮称）日立市立学校再編計画」を策定することとされた。
その後、2021年（令和3年）2月には、「日立市立学校再編計画【第1次】（2021～2030）」を策定し、20年後の学校再編の全体像、及び今後おおむね10年間で取り組む個別具体的な内容を明らかにした。2023年現在、少子化が当初予定より進行していることから、計画を2年前倒しで行っている。東小沢小学校については、当初久慈小学校と坂本小学校に分けて統合する予定であったが、意向調査や保護者説明会等の結果を踏まえ、坂本小学校との統合に変更になった。

#### 第2期（2030年）終了後の配置案
（出典：）
| エリア   | 現在の学校名               | 統合時期              | 統合校の位置                              | 統合校の学校名       | 統合準備委員会 |
| -------- | -------------------------- | --------------------- | ----------------------------------------- | -------------------- | -------------- |
| 十王豊浦 | 日立市立山部小学校         | 2026年4月             | 日立市立櫛形小学校                        | 日立市立十王小学校   | [ 126 ]        |
| 十王豊浦 | 日立市立櫛形小学校         | 2026年4月             | 日立市立櫛形小学校                        | 日立市立十王小学校   | [ 126 ]        |
| 本庁     | 日立市立平沢中学校         | 2025年4月1日          | 日立市立駒王中学校                        | 日立市立駒王中学校   | [ 128 ]        |
| 本庁     | 日立市立駒王中学校         | 2025年4月1日          | 日立市立駒王中学校                        | 日立市立駒王中学校   | [ 128 ]        |
| 本庁     | 日立市立宮田小学校         | 2027年4月             | 日立市立宮田小学校                        |                      |                |
| 本庁     | 日立市立仲町小学校         | 2027年4月             | 日立市立宮田小学校                        |                      |                |
| 本庁     | 日立市立中小路小学校       | 2027年4月             | 日立市立宮田小学校                        |                      |                |
| 多賀南   | 日立市立河原子中学校       | 第2期（2026～2030年） | 日立市立大沼小学校                        |                      |                |
| 多賀南   | 日立市立泉丘中学校         | 第2期（2026～2030年） | 日立市立大沼小学校                        |                      |                |
| 多賀南   | 日立市立河原子小学校       | 第2期（2026～2030年） | 日立市立河原子小学校→日立市立河原子中学校 |                      |                |
| 多賀南   | 日立市立大沼小学校（一部） | 第2期（2026～2030年） | 日立市立河原子小学校→日立市立河原子中学校 |                      |                |
| 多賀南   | 日立市立大沼小学校（一部） | 第2期（2026～2030年） | 日立市立水木小学校                        |                      |                |
| 多賀南   | 日立市立水木小学校         | 第2期（2026～2030年） | 日立市立水木小学校                        |                      |                |
| 南部     | 日立市立久慈中学校         | 2025年4月1日          | 日立市立久慈中学校                        | 日立市立松風中学校   | [ 130 ]        |
| 南部     | 日立市立坂本中学校         | 2025年4月1日          | 日立市立久慈中学校                        | 日立市立松風中学校   | [ 130 ]        |
| 南部     | 日立市立東小沢小学校       | 2024年4月1日          | 日立市立坂本小学校                        | 日立市立坂本東小学校 | [ 132 ]        |
| 南部     | 日立市立坂本小学校         | 2024年4月1日          | 日立市立坂本小学校                        | 日立市立坂本東小学校 | [ 132 ]        |
| 中里     | 日立市立中里小学校         | 2022年4月1日          | 日立市立中里中学校                        | 日立市立中里小中学校 | [ 135 ]        |
| 中里     | 日立市立中里中学校         | 2022年4月1日          | 日立市立中里中学校                        | 日立市立中里小中学校 | [ 135 ]        |

## 金融機関
- 常陽銀行 4店舗
- 筑波銀行 3店舗
- みずほ銀行 1店舗 旧：第一勧業銀行店。茨城県北地区で唯一の都市銀行の店舗である。
- 東邦銀行 1店舗
- 東日本銀行 1店舗
- 茨城県信用組合 6店舗
- 水戸信用金庫 3店舗
- 中央労働金庫 4店舗

## 交通

### 鉄道
- 中心駅：日立駅

上野駅から常磐線特急「ひたち・ときわ」で90分前後。2015年3月の上野東京ライン開業により、乗換不要で東京・品川へアクセス可能になり、2020年3月には、2011年3月11日に発生した東日本大震災（東北地方太平洋沖地震）の影響で不通になっていた富岡駅 - 浪江駅間の復旧（常磐線全線復旧）に伴い、再び乗換不要で原ノ町・相馬・仙台方面のアクセスも可能になった。
- 東日本旅客鉄道
  - ■常磐線（■上野東京ライン）
    - 大甕駅 - 常陸多賀駅 - 日立駅 - 小木津駅 - 十王駅

廃線
- 日立鉱山
  - 日立鉱山専用電気鉄道（助川専用電気鉄道）：1908年（明治41年）11月「列車便乗認可」）-（1960年（昭和35年）5月31日廃止）
    - 助川荷扱所（現日立駅） - 芝内荷扱所 - 杉本荷扱所 - 大雄院荷扱所
- 日立電鉄
  - 日立電鉄線（2005年（平成17年）4月1日廃止）
    - （常陸太田市） - 大橋駅 - 茂宮駅 - 南高野駅 - 久慈浜駅 - 大甕駅 - 水木駅 - 大沼駅 - 河原子駅 - 桜川駅 - 鮎川駅

### 路線バス
- 茨城交通（かつては市内のほとんどの路線バスが日立電鉄交通サービスによる運行だったが、2019年5月1日に統合）
  - 神峰営業所
  - 日立南営業所
- ひたちBRT
- 椎名観光バス（十王地区）
- 「ヒタチエ To Go」（日立駅前大型商業施設「ヒタチエ」への無料バス）※令和5年夏ごろから有料になる予定

### 高速バス
- 高萩・日立 - 東京（ひたち号：茨城交通、ジェイアールバス関東）
- いわき・日立 - 東京ディズニーリゾート（茨城交通、新常磐交通、京成バス千葉ウエスト）

### 空港バス
- 日立・勝田・水戸 - 成田空港（茨城交通、京成バス千葉イースト）
- 日立・勝田・水戸 - 羽田空港（茨城交通）

### 道路
高速道路
- E6常磐自動車道
  - 日立南太田IC - 日立中央IC - 日立北IC

有料道路
- 日立有料道路（常磐道日立中央ICに直結）

一般国道
- 国道6号（陸前浜街道）
  - 北方面 - 高萩・北茨城・いわき・南相馬・相馬・仙台
  - 南方面 - 東海・ひたちなか・水戸・石岡・土浦・取手・柏・東京
- 国道245号
  - 南方面 - 道の駅日立おさかなセンター・東海・ひたちなか
  - 水戸市塩崎町交差点より(国道51号経由)
    - 大洗・鉾田・鹿嶋

- 国道293号
- 国道349号
- 国道461号（いぶき橋）

主要地方道
- 茨城県道10号日立いわき線
- 茨城県道36号日立山方線
- 茨城県道37号日立常陸太田線
- 茨城県道60号十王里美線
- 茨城県道61号日立笠間線（河原子街道）

一般県道
- 茨城県道156号亀作石名坂線
- 茨城県道230号高萩友部線
- 茨城県道254号日立港線
- 茨城県道266号会瀬港線
- 茨城県道288号大みか停車場線
- 茨城県道290号常陸多賀停車場線（よかっぺ通り）
- 茨城県道293号日立停車場線（平和通り）
- 茨城県道295号小木津停車場線
- 茨城県道297号十王停車場川尻線
- 茨城県道358号日立東海線

その他の道路
- けやき通り（市道・一部区間県道）
- 中央線（市道）

### 交通事情
地理的に東西を山と海に挟まれた地帯に市街地が発展したため、市内の国道6号と国道245号は朝夕の通勤時は渋滞し、昼間も日立市を通過する際にはかなりの時間を要するため、日立市内を通過するためには常磐自動車道を用いるのが一般的である（市内の南部にある日立南太田ICと北部にある日立北ICはいずれも国道6号と直結している）。
市でも渋滞の緩和は課題のひとつであり、種々の施策を行っている。現在、日立市北部の田尻町〜国分町の海岸沿いを通る国道6号日立バイパスの一部が完成している。国道6号とは別に小木津〜石名坂間山越えの県道ルートも計画され、一部多賀地区と石名坂間が開通している（山側道路）。

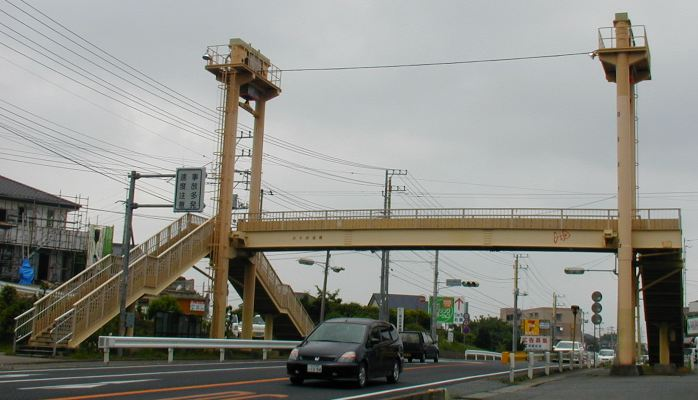
昇開式歩道橋（茨城県日立市の水木歩道橋）

市内を貫く国道245号線は、三菱重工業の日立工場（日立事業所）や日立製作所の国分工場で製造された大型構造物（主に発電用のタービンなど）の輸送に耐えるよう、日立事業所のある幸町から南部の日立港までの区間が特殊な構造になっている。まず、以前はドイツのアウトバーンのようにコンクリートで鋪装された白い道路であったが、現在は、雨天時の安全性と重量物の輸送の両方に対応できるように、表面がアスファルト鋪装され、その下にコンクリートが敷かれている。次に、この区間には2ヶ所の歩道橋が架けられているが、橋梁部が可動式（道路上空の部分が水平に持ち上がる構造）になっている。同様に、区間内にある信号や道路標識は、支柱を中心に水平方向に回転するようになっている。おおむね月1回程度のペースで深夜に大型構造物の輸送があり、国道245号が通行止めか一方通行になる。

#### 日立市内の整備中・整備済の幹線道路
- 都市計画道路 十王北通り線（2022年3月全線開通）
- 茨城県道10号日立いわき線 砂沢バイパス（2022年1月全線開通）
- 中所沢川尻線（日立市小木津町～同市折笠町）
- 鮎川・城南道路（日立市西成沢町～同市城南町）
- 国道6号 日立バイパスⅡ期（日立市国分町～同市旭町）
- 都市計画道路 鮎川停車場線（2023年5月供用開始）
- 山側道路（2013年3月供用開始）
- （仮称）真弓トンネル（日立市金沢町～常陸太田市幡町）[141]
- 国道245号 日立港区北拡幅（日立市久慈町～同市水木町）[142][143]
- 国道6号 大和田拡幅（日立市神田町～同市大みか町）
- 国道245号 久慈大橋（東海村豊岡～日立市留町）[142]

### 港湾
- 茨城港日立港区（中核国際港湾・重要港湾）
- 川尻港
- 河原子港

## 姉妹都市・提携都市

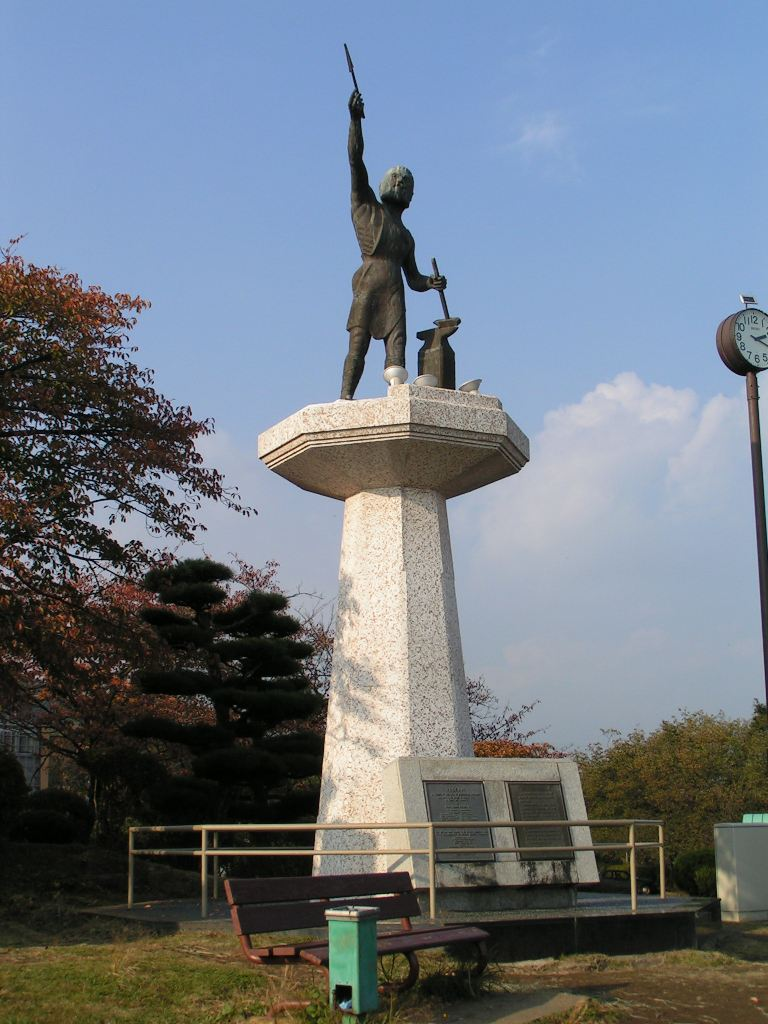
バー ミングハム市から送られたバルカン像

### 国内
- 桐生市（群馬県）
  - 1965年（昭和40年）3月 国内親善都市提携
- 山辺町（山形県）
  - 2004年（平成16年）5月 国内友好都市提携

### 海外
- バーミングハム市（アメリカ合衆国アラバマ州）
  - 1982年（昭和57年）4月 国際親善姉妹都市提携
- タウランガ市（ニュージーランド）
  - 1988年（昭和63年）4月 国際親善姉妹都市提携

## 文化施設

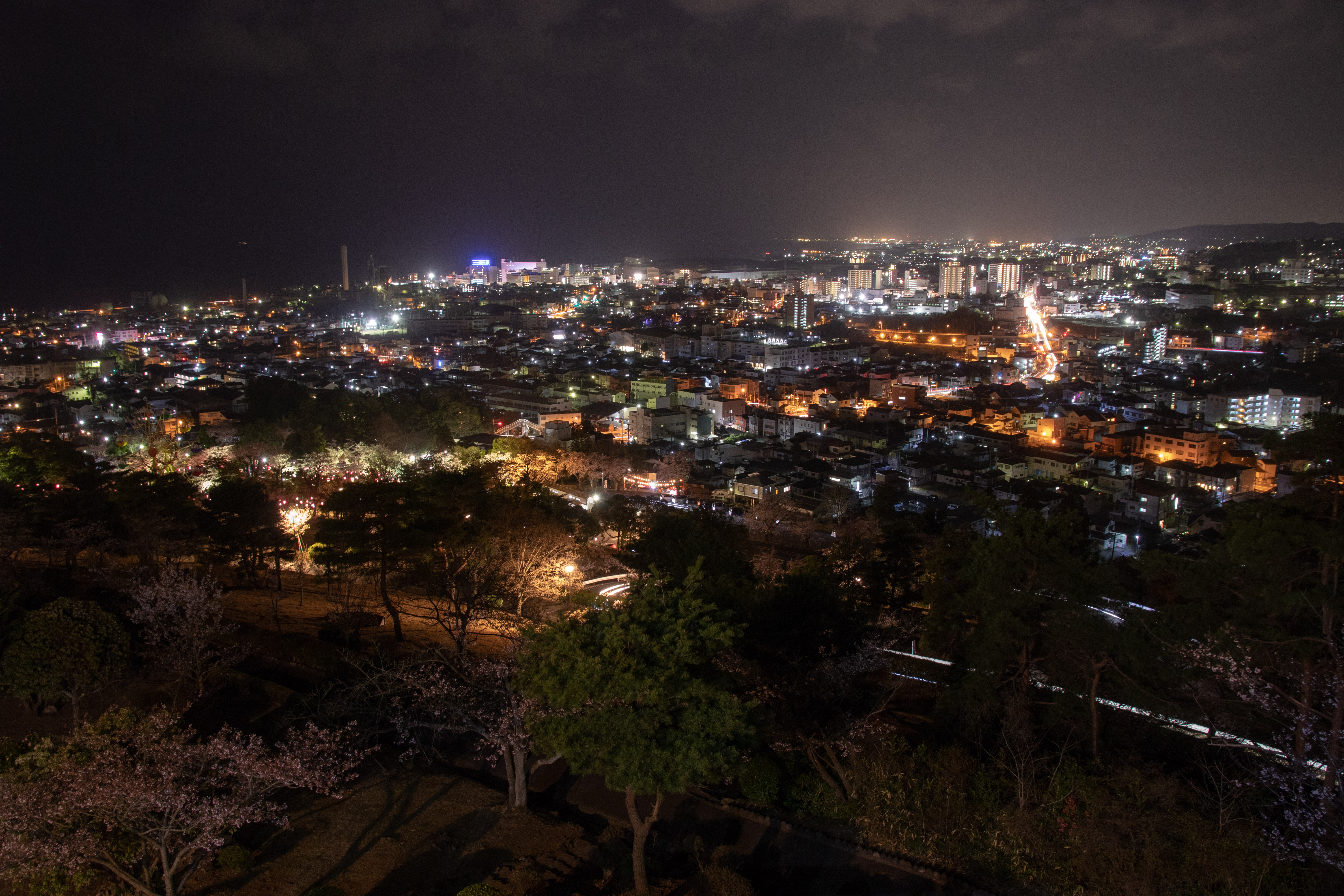
かみね公園の夜景（2019年4月）

### 公園

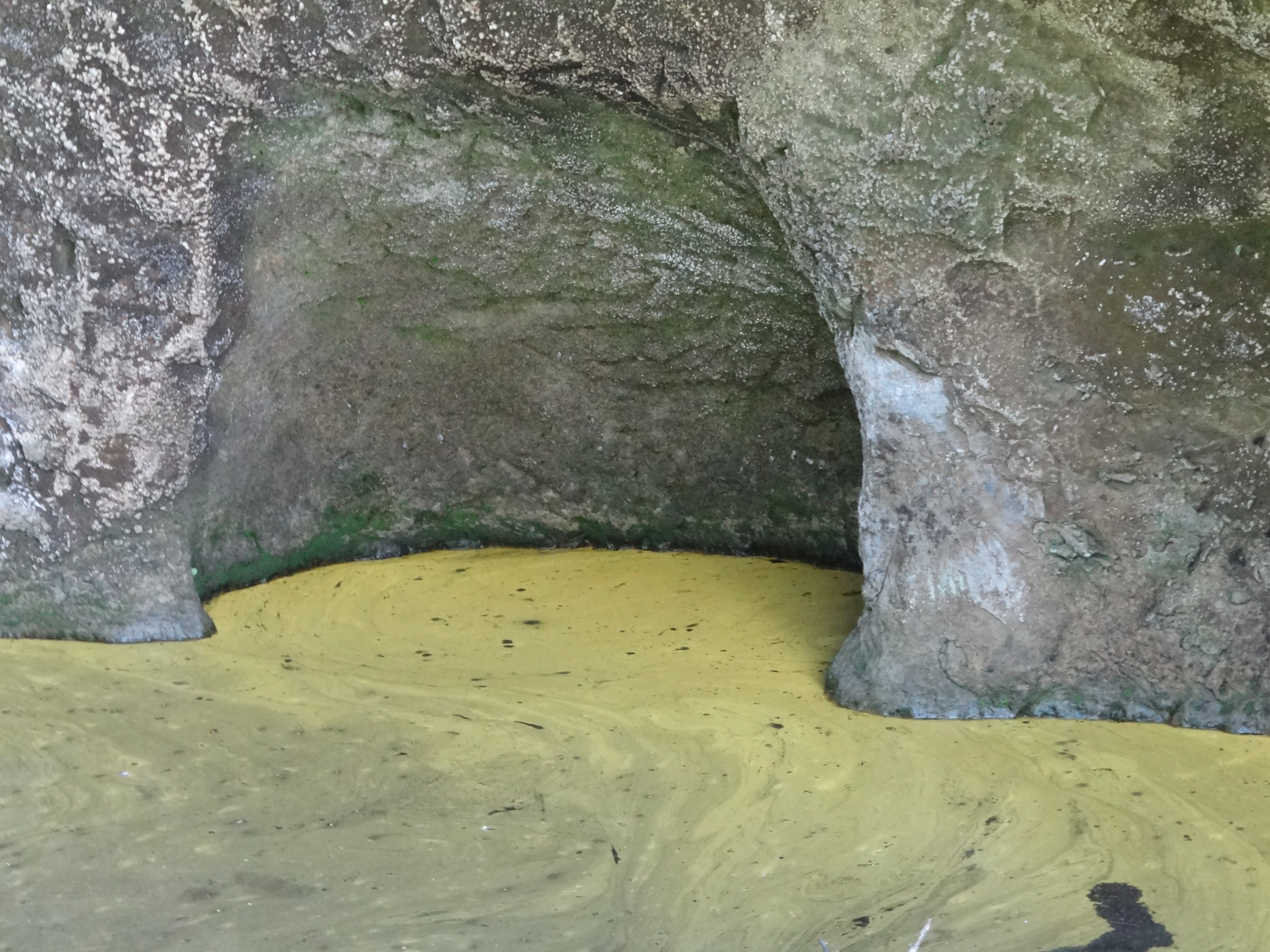
東滑川ヒカリモ公園(東滑川海浜緑地)のヒカリモ

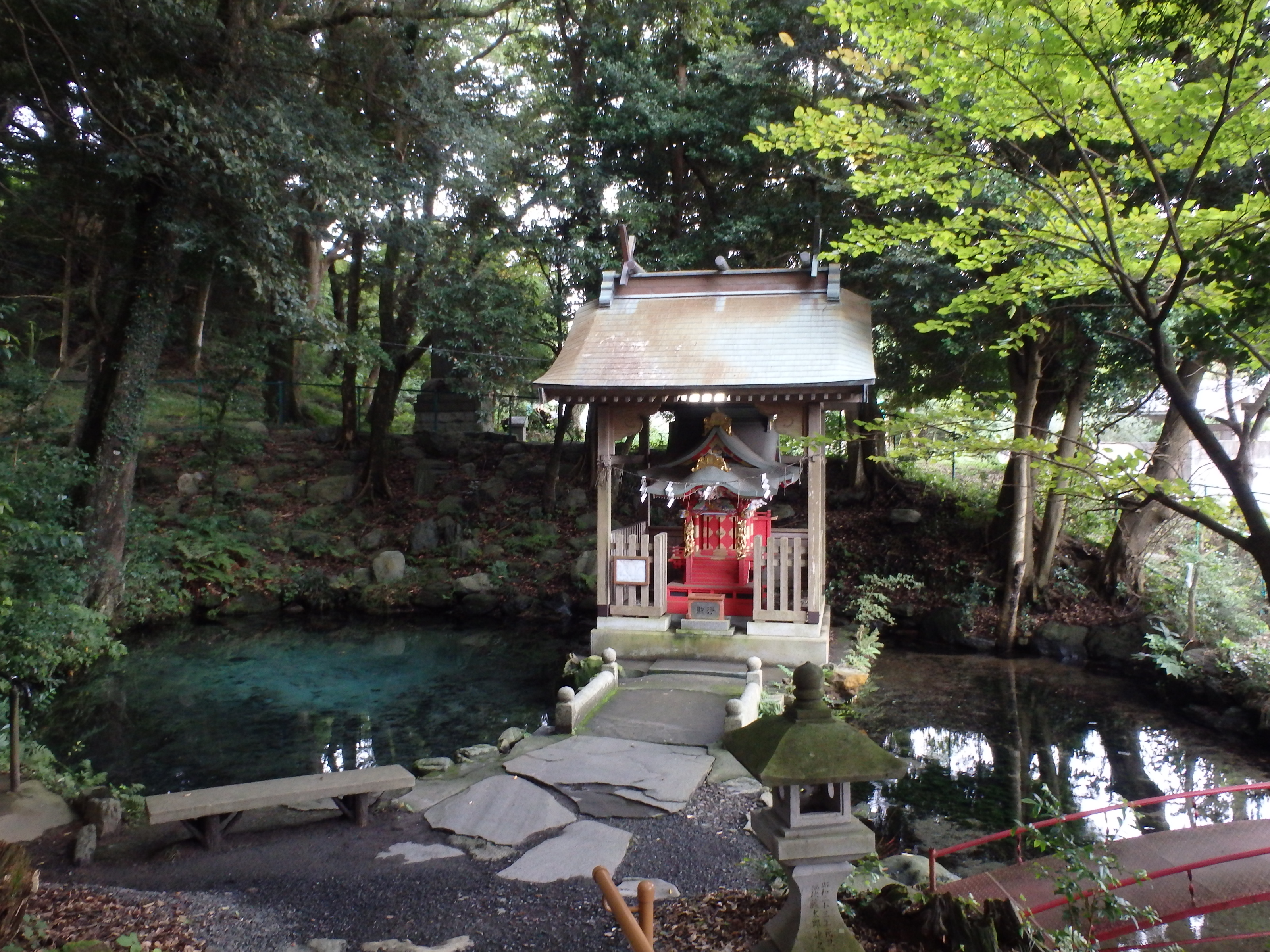
泉が森（2015年9月）

- 十王パノラマ公園（35種約400本の桜が植えられている[146]。）
- 小木津山自然公園（昭和46年開園、常磐線小木津駅西方4km、広さ65ヘクタール、入り口付近に日本最古である約5億年前の岩石がみられる）
- 小貝ヶ浜緑地
- 南静公園
- 日立市かみね公園
- 東滑川ヒカリモ公園（1年を通してヒカリモが観察できる。）
- 助川城跡公園
- 諏訪梅林（1833年に水戸藩第9代藩主徳川斉昭によって造園。約300本の梅が植えられている[146]。）
- 桜川緑地
- まるのうち児童公園
- 助川山市民の森（森林浴が楽しめる市立公園、頂上まで4kmのウォーキングコースほか、頂上からは北茨城から那珂湊まで見える太平洋のパノラマが広がる）
- 南高野史跡公園
- はなやま修理公園
- 古房地公園
- 赤羽緑地
- イトヨの里泉が森公園
- 風神山自然公園

### 交流センター
- 十王交流センター
- 豊浦交流センター
- 日高交流センター
- 田尻交流センター
- 滑川交流センター
- 宮田交流センター
- 中里交流センター
- 仲町交流センター

- 中小路交流センター
- 助川交流センター
- 会瀬交流センター
- 成沢交流センター
- 油縄子交流センター
- 諏訪交流センター
- 大久保交流センター
- 河原子交流センター

- 塙山交流センター
- 大沼交流センター
- 金沢交流センター
- 水木交流センター
- 大みか交流センター
- 久慈交流センター
- 久慈川日立南交流センター

### 図書館
- 日立市立図書館
  - 日立市立記念図書館
  - 日立市立多賀図書館
  - 日立市立十王図書館
  - 日立市立南部図書館

### 博物館

#### 登録博物館
- 日立市郷土博物館

#### 指定施設
- 日立市かみね動物園

### コンサートホール
- 日立市民会館
- 多賀市民会館
- 日立シビックセンター音楽ホール
- ゆうゆう十王・Jホール

### スポーツ施設
- 日立市民運動公園（日立市市民運動公園）
  - 日立市 池の川さくらアリーナ
  - 日立市民運動公園野球場
  - 日立市民運動公園陸上競技場
  - 日立市民運動公園 テニスコート
- スポーツ広場[148]
  - 会瀬スポーツ広場
  - 十王スポーツ広場テニスコート
  - 河原子北浜スポーツ広場 （ターゲット・バードゴルフとドッグランあり、駐車場から片道1200歩の遊歩道は太平洋を見渡せる）
  - 十王スポーツ広場
  - 諏訪スポーツ広場
  - 折笠スポーツ広場
  - 中里スポーツ広場

## 観光地・祭事・施設

### 観光地・施設

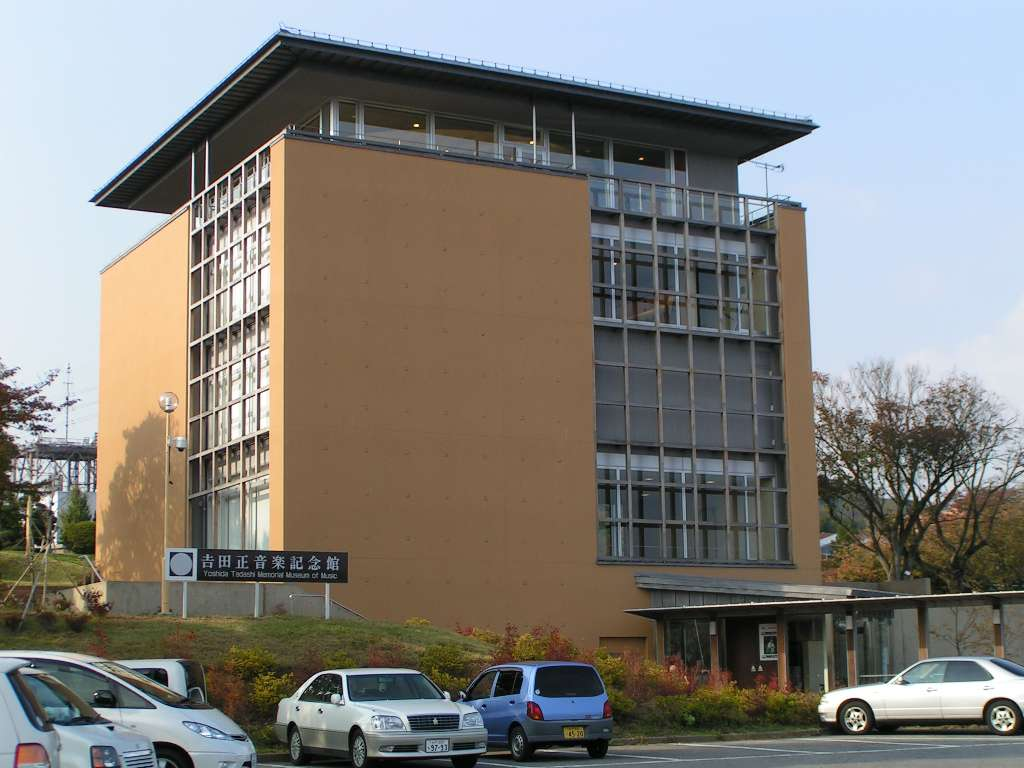
吉田正音楽記念館

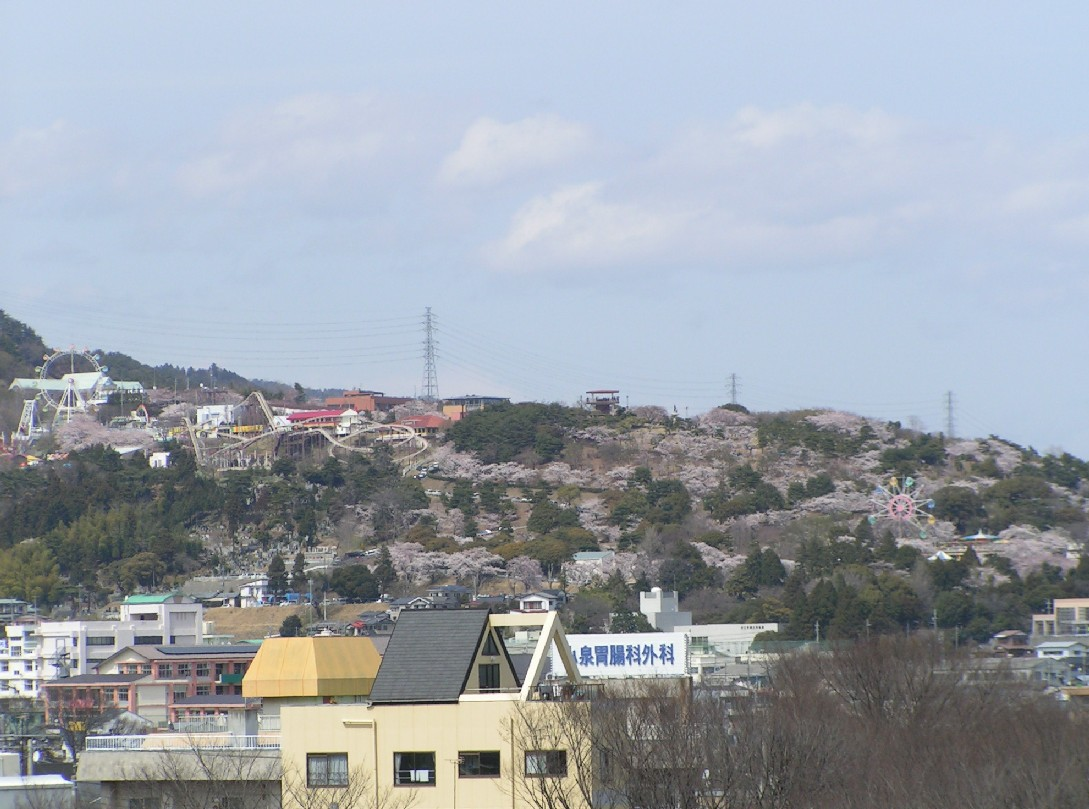
かみね公園

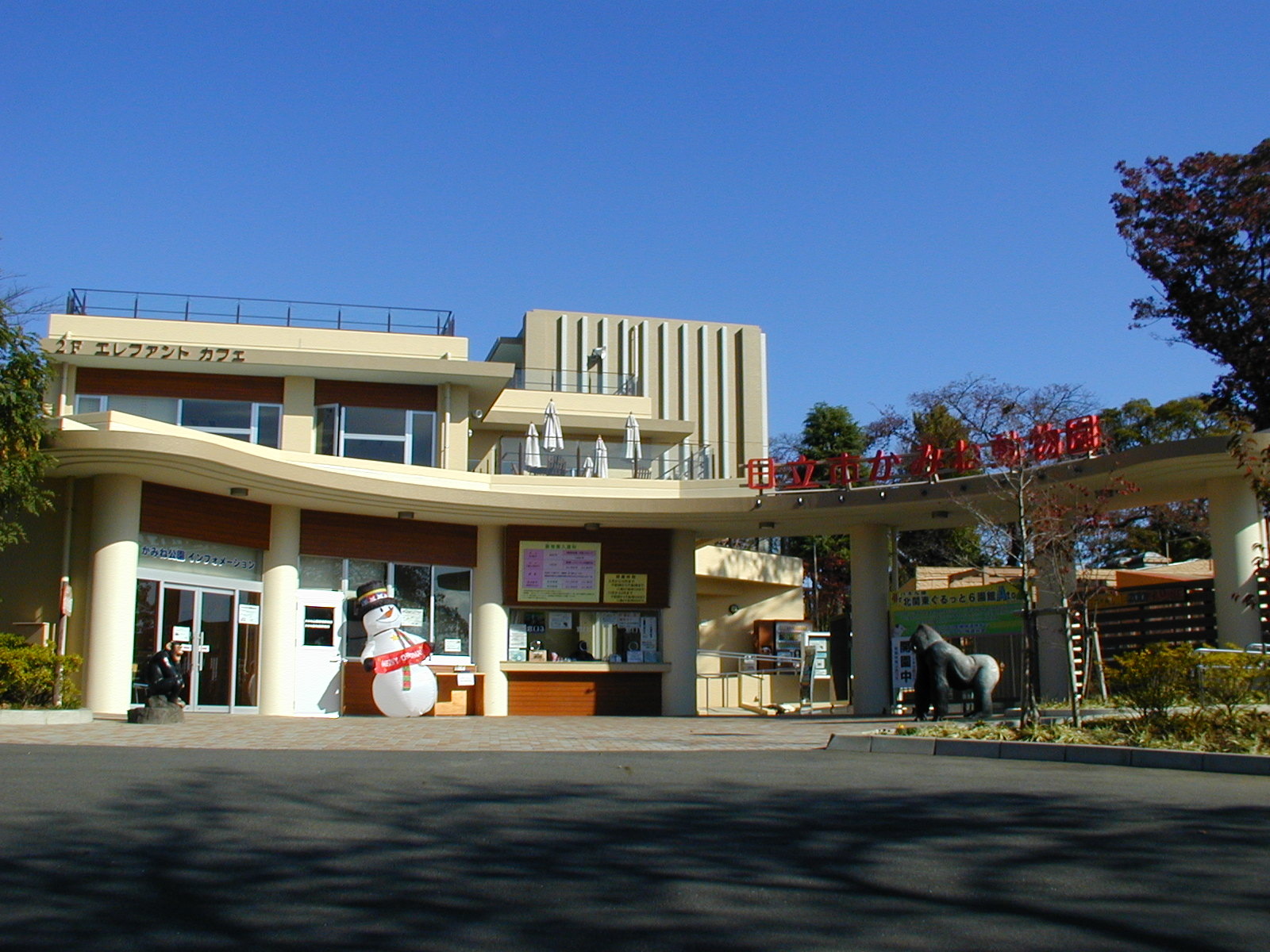
日立市かみね動物園

- 日立駅（ガラス張りの駅舎から太平洋を見ることができる）
- 平和通り（日本さくら名所100選）
- かみね公園（日本さくら名所100選）
  - かみね動物園
  - 日立市郷土博物館
  - 吉田正音楽記念館
- 大煙突
- 奥日立きららの里
- 日立シビックセンター（科学館・天球劇場）・日立市立記念図書館
- 高鈴山 （花の百名山）・神峰山・風神山
- 海水浴場
  - 会瀬海水浴場
  - 川尻海水浴場
  - 河原子海水浴場 （快水浴場百選）
  - 久慈浜海水浴場
  - 水木海水浴場 （快水浴場百選）
  - 伊師浜海水浴場（快水浴場百選）
- 小貝浜
- 花園花貫県立自然公園
- 伊師浜海岸 （日本の白砂青松100選）
  - 鵜の岬温泉国民宿舎鵜の岬
  - 鵜来来の湯十王
  - 十王物産センター鵜喜鵜喜（うきうき）
  - 鵜の岬（海鵜捕獲地）[149]
  - いぶき山イブキ樹叢 - 国の天然記念物
- 南高野貝塚
- 玉簾の滝（玉簾寺）
- 十王ダム
- 太刀割石[150] - 竪破山山中にある巨石。
- 共楽館
- 御岩神社
- 道の駅日立おさかなセンター（海の幸をその場で海鮮丼や浜焼きで味わえる）
- 久慈サンピア日立
- 日立紅寒桜
- 日立オリジンパーク

### 祭、郷土芸能

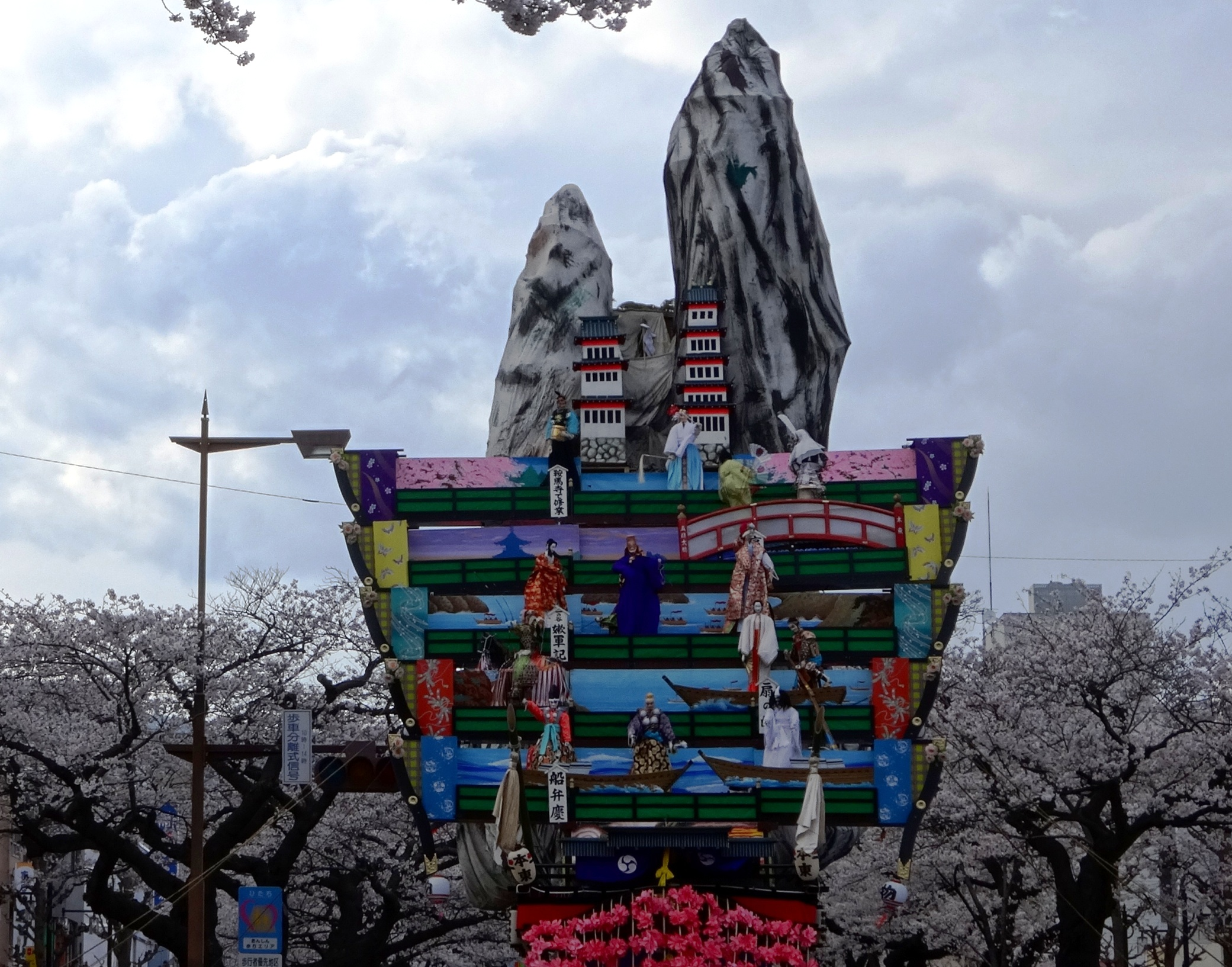
さくらまつりの日立風流物

- 日立市消防出初式：1月第2日曜日開催。消防車両約70台が行進[151]。
- 日立さくらまつり：4月初旬、平和通りとかみね公園を中心に開催される。日立風流物（山車）数基と日立ささらが披露される。
- 日立風流物（国の重要無形民俗文化財・ユネスコ無形文化遺産）（山車は国の重要有形民俗文化財に指定）
- 日立ささら（県指定無形民俗文化財）：獅子頭を被った3人の舞手がお囃子に合わせて舞う民俗芸能 (散々楽)。
- ひたち国際大道芸：4月か5月に日立駅前と常陸多賀駅前で開催される。
- 常陸国YOSAKOI：5月20日前後の土日に開催（日立会場は土曜日開催・多賀市民プラザ）
- 日立あんどんまつり：8月。かみね公園に多数の行灯やぼんぼりが灯される。
- 日立港まつり：約2000発の花火が打ち上げられる[152]。
- ひたち河原子花火大会：約2000発の花火が打ち上げられる[152]。
- よかっぺ祭り：9月中旬、多賀地区を中心に開催される。「よかっぺ」は方言で「よい」あるいは「よいでしょう？」の意味。
- ひたち秋祭り～郷土芸能大祭：10月開催。全国の伝統芸能や地内の中学生、保育園・認定こども園児の演舞を見ることができる[153]。
- 旬漁祭：10月第4日曜日開催。道の駅日立おさかなセンターにおける秋の味覚に関するイベントであり、地域の特産品等が販売される[154]。

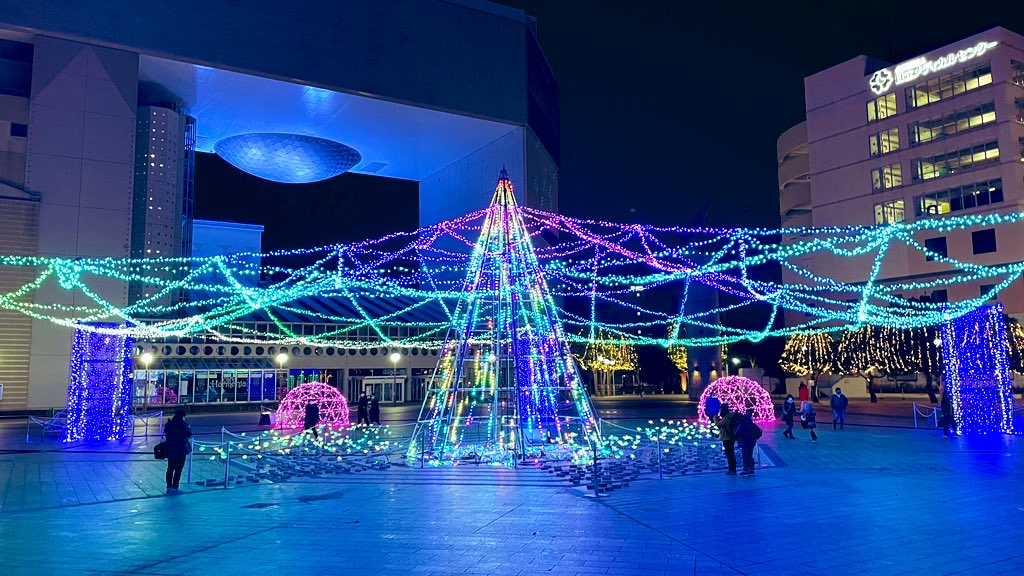
ヒタチスターライトイルミネーション（2023年1月）

- 日立市産業祭：11月開催。農林水産物の販売や工業製品の展示、国内親善都市・友好都市の特産品の展示販売などが行われる[154]。ヒタチスターライトイルミネーション（2023年1月）
- ヒタチスターライトイルミネーション（Hitachi Starlight Illumination）：11月下旬から1月中旬開催。毎年、日立シビックセンター新都市広場や日立駅周辺で開催される[151]。
- 冬のさくらまつり：11月下旬から1月中旬開催。日立駅自由通路がさくら色にライトアップされる[151]。
- 金砂神社磯出大祭礼：72年に一度、3月に行われる。
  - 西金砂神社および東金砂神社は常陸太田市（旧・金砂郷村）の神社であるが、この大祭礼は両神社と日立市水木浜の間を往復する。

### スポーツ
- 日立製作所硬式野球部（社会人野球）
- 日立製作所ラグビー部
- プロテリアル ブルドッグス
- 日立さくらロードレース
- 日本鉱業日立硬式野球部（社会人野球） - 1972年に解散
- 日立電線マラソン部 - 2012年、日立物流グループ陸上部として千葉県松戸市に本拠地を移転[155][156]。2023年、ロジスティード陸上部に改称

## 日立市に由来のある人物
学界
- 柴田方庵（幕末の蘭学者、医者）[157]
- 五来重（民俗学者）[158]
- 久米博（哲学者）
- 近藤陽次（宇宙物理学者、NASA研究員、SF作家）
- 渡辺寧（電子工学者、文化功労者）[159]
- 鈴木玄淳（江戸時代の教育者）
- 妹島和世（建築家）[160]
- 吉原正（建築家）
- 田中信太郎（美術家、東京都立川市生まれ、後に日立に移住[161]）
- あおいうに（芸術家）[162]
- 櫻井哲男（音楽学者）[163]
- 岡田昌彰（土木史研究者）[164]

政官界
- 藤田幸久（政治家・元立憲民主党参議院議員）[165]
- 山口那津男（政治家・参議院議員・元公明党代表、高校まで日立市在住、ひたちなか市生まれ[166][注釈 6]）
- 石川昭政（政治家・前自由民主党衆議院議員）[167]
- 岡部英明（政治家 ・元自由民主党衆議院議員）
- 大井川和彦（政治家・茨城県知事・高校まで[要出典]日立市在住、土浦市生まれ[168]）

芸術・文化・芸能
- 磯崎寛也（詩人、画家）[169]
- 伊藤慶徳（俳優）[170]
- 井上緑（ミュージシャン）[171]
- 上妻宏光（三味線奏者）[172]
- 薄井しお里（グラビアアイドル、元東北放送アナウンサー）[173]
- 萩庭貞明（映画監督）[174]
- 大泉実成（ノンフィクションライター）[175]
- 岡部麟（タレント、元AKB48）[176]
- KATSUMI（ミュージシャン、シンガーソングライター）[177]
- 加藤圭（将棋女流棋士）[178]
- 河原泰則（コントラバス奏者）[179]
- 黒沢健一（ミュージシャン）
- 黒沢秀樹（ミュージシャン）
- 小池博史（演出家・作家・映像作家）[180]
- 小田部羊一（アニメーター、任天堂でマリオシリーズのキャラクターデザイン等を担当、NHK連続テレビ小説『なつぞら』のアニメーション監修。高校まで日立市に在住、台湾生まれ）
- 坂口博信（ゲームクリエイター）[181]
- 坂下恵理（気象予報士）[182]
- 櫻井剛（脚本家）[183]
- 長山靖生（評論家、歯学博士）[184]
- はなわちえ（三味線奏者）[185]
- 松川佑依子（グラビアアイドル）[186]
- 山崎裕（ピアノ奏者）[187]
- 吉田正（作曲家、国民栄誉賞受賞）[188]
- 渡部豪太（俳優）
- 関あつし（漫才師）[189]
- ヤマグチノボル（小説家）[190]
- 七帆ひかる（元宝塚歌劇団宙組男役）[191]
- 花陽みく（元宝塚歌劇団月組娘役）
- 春風亭貫いち  (落語家)

スポーツ
- 橋本正武（居合道範士九段）
- 松光正文（元関取）
- 鏡山親方（元関脇・多賀竜）[192]
- 大至伸行（元関取、歌手）[193]
- 日立龍栄一（元関取）
- 會澤翼（プロ野球選手）[194]
- 大原慎司（元プロ野球選手）
- 江尻亮（元プロ野球選手）
- 大友進（元プロ野球選手）[195]
- 鈴木隆行（元サッカー選手）[196]
- 本間幸司（サッカー選手）[197]
- 渡辺卓（元サッカー選手）
- 宮本征勝（サッカー選手、鹿島アントラーズ初代監督）[198]
- 柴田国明（元プロボクシング世界王者）
- 沼田憲保（モーターサイクル・ロードレースライダー）[199]
- 黒澤元治（元レーシングドライバー · 自動車評論家）
- 澤畠雄一郎（元バレーボール選手）
- 澤畠文子（元バレーボール選手）

## 日立市を舞台とした作品

### 映画
- 『今日に生きる』（日立鉱山、日立駅）1959年
- 『ゴジラ2000 ミレニアム』（久慈川河川敷）1999年
- 『隣人13号』（日立市かみね公園）2005年[200]
- 『小さき勇者たち～ガメラ～』（日立シビックセンター脇道路）2006年[200][201]
- 『手紙』（日立市内工場）2006年[202]
- 『百万円と苦虫女』（河原子海水浴場、日立市内アパート・店舗）2008年[203]
- 『旭山動物園物語 ペンギンが空をとぶ』（日立市かみね動物園）2009年[204]
- 『桜田門外ノ変』（久慈浜）2010年[205]
- 『ヘブンズストーリー』（日立シビックセンター前広場）2010年[206]
- 『桜並木の満開の下に』（平和通りの桜並木）2012年[207]
- 『魔女の宅急便（実写版）』（日立市かみね動物園）2014年[208]
- 『ある町の高い煙突』（太田尻海岸、日鉱記念館）2019年[209][210]
- 『仮面ライダー 令和 ザ・ファースト・ジェネレーション』（日立シビックセンター）2019年[211]
- 『武蔵―むさし―』（太田尻海岸）2019年[208]
- 『銀魂』（暇修館、水木町地内）2020年
- 『四月になれば彼女は』（太田尻海岸）2024年[212]
- 『ミライヘキミト』（水木町地内）2024年 Web配信映画[213]

### テレビ
- 『モンタージュ 三億円事件奇譚』（助川城址公園、平和通り）[214]
- 「芸能人が本気で考えた！ドッキリGP」（かみねレジャーランド）[215]
- 『仮面ライダーギーツ』（かみねレジャーランド）[215]
- 『太陽を愛したひと～1964あの日のパラリンピック～』（日立武道館）[215]
- 『仮面ライダーウィザード』（日立シビックセンター・新都市広場）[215]
- 『仮面ライダー鎧武』（日立シビックセンター・新都市広場）[215]
- 「世界ふしぎ発見！」（暇修館）[208]
- 『君の花になる』（日立市かみね動物園）[208]
- 『特命戦隊ゴーバスターズ』（日立市かみね動物園）[208]
- 『今日からヒットマン』（日立市かみね公園）[212]
- 「サンドウィッチマン&芦田愛菜の博士ちゃん」（日立市かみね公園）[212]
- 「ZIP! おどろきフライト！Go! Go! おどろん！」（奥日立きららの里）[212]

### CM
- 『カルピス』ブランド100周年「七夕」編（伊師浜海岸）[216]
- au 三太郎シリーズ「浦ちゃんのビジネス」編（太田尻海岸）[217]
- ロッテ「乳酸菌ショコラ」（JR日立駅）[208]
- マクドナルド「ハッピーセット卒業式編」（日立市かみね公園）[212]

### インターネット
- WEB動画「乃木坂配信中」（奥日立きららの里）[215]

### 音楽
- 栗橋みな実「LEAP（CDジャケット）」（JR日立駅）[208]
- WEST.「FICTION」（日立シビックセンター新都市広場）[212]
- 高槻かなこ「Subversive」（日立シビックセンター新都市広場）[212]